# Monastère d'Arkadi
Vous lisez un « article de qualité » labellisé en 2009.
Le monastère d’Arkadi (en grec moderne : Μονή Αρκαδίου / Moní Arkadhíou) est un monastère orthodoxe situé sur un plateau fertile à 23 km au sud-est de Réthymnon, sur l'île de Crète (en Grèce).
L'église actuelle date du XVIe siècle et est marquée par l'influence de la Renaissance, l'île étant vénitienne à cette époque. Cette influence est visible dans l'architecture, qui mélange éléments romans et baroques. Cette église à deux nefs fut détruite par les Turcs en 1866, et reconstruite, depuis. Dès le XVIe siècle, le monastère fut un lieu de science et d'art, possédant une école et une bibliothèque riche de nombreux livres anciens. Entouré d'épaisses et hautes murailles et situé sur un plateau difficilement accessible, le monastère est une véritable forteresse.
Arkadi fut un centre actif et un des hauts lieux de la résistance contre l'occupation ottomane, ce qui fit sa célébrité. Pendant la révolte crétoise de 1866, 943 Grecs y trouvèrent refuge : des résistants, et une majorité de femmes et d'enfants. Après trois jours de combat, et sur les ordres du supérieur du monastère, l'higoumène Gabriel, les Crétois firent sauter les barils de poudre, préférant se sacrifier plutôt que de se rendre. Tous sauf une centaine sont morts lors de l'assaut. Quelque 1 500 Turcs et Égyptiens périrent aussi dans la bataille.
Le monastère est devenu aujourd'hui un sanctuaire national en l'honneur de la résistance crétoise. Le 8 novembre est désormais le jour de fêtes commémoratives à Arkadi et à Réthymnon. L'explosion ne mit pas un terme à l'insurrection crétoise, mais attira l'attention de l'Europe sur ce peuple qui se battait pour son indépendance.

## Topographie

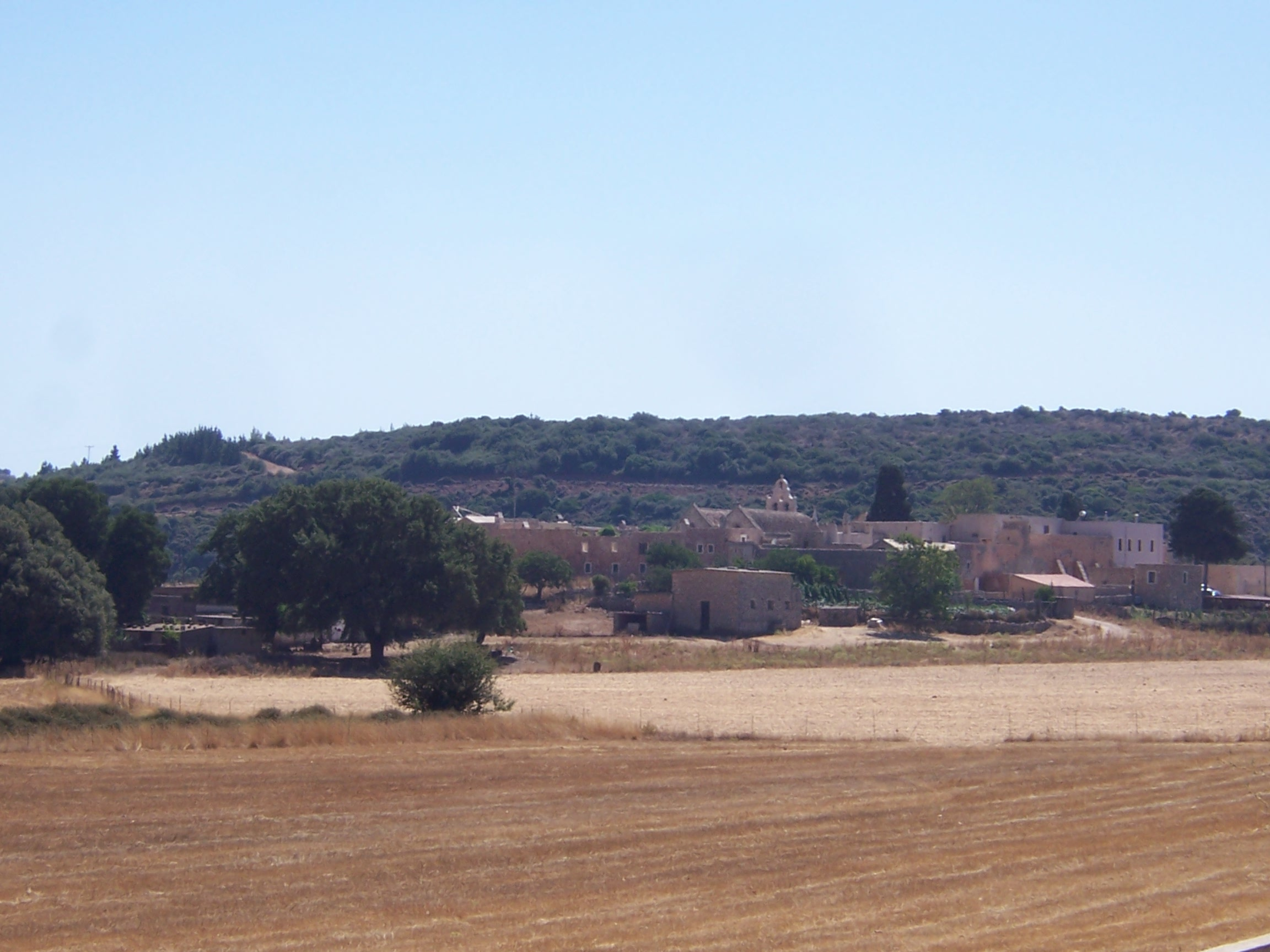
Le plateau d'Arkadi

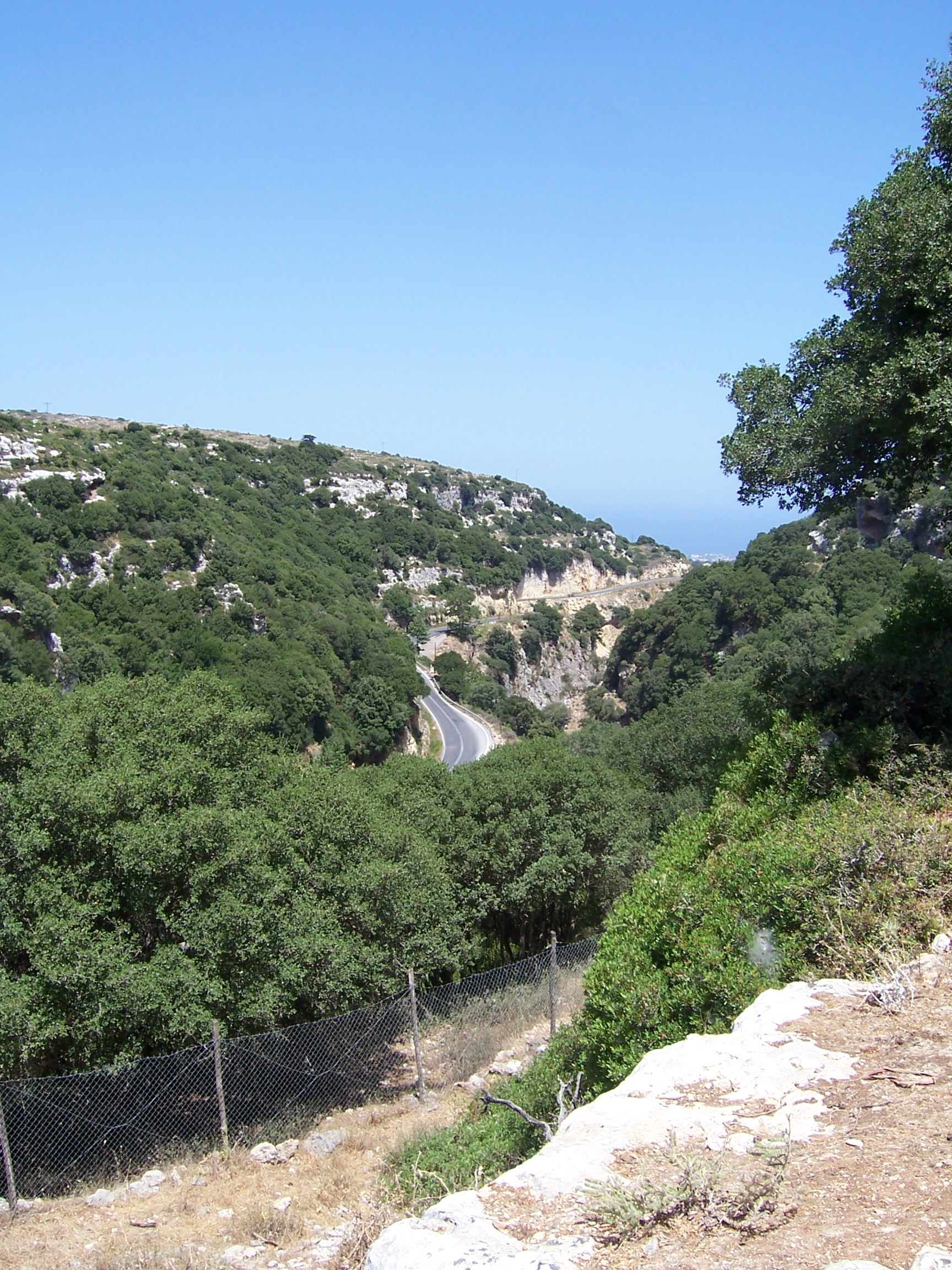
Gorges d'Arkadi.

Le monastère d'Arkadi se situe dans le nome de Réthymnon, à environ 25 kilomètres au sud-est de Réthymnon. Le monastère occupe un plateau, de forme plutôt rectangulaire, faisant environ 6,5 kilomètres de côté, et situé sur le flanc nord-ouest du mont Psiloritis, à une altitude de 500 mètres environ. La région d'Arkadi est fertile et l'on y trouve de nombreuses vignes, oliveraies, et des forêts de pins, de chênes et de cyprès. Le plateau sur lequel repose Arkadi est entouré de collines le dominant. L'ouest du plateau s'arrête brutalement pour laisser place à des gorges. Celles-ci débutent au lieu-dit Tabakaria (tanneries) et débouchent dans la région de Stavromenos sur la côte, à l'est de Réthymnon. Les gorges d'Arkadi possèdent une riche diversité de plantes et de fleurs sauvages endémiques.
La région dans laquelle se trouve le monastère se développe dès l'Antiquité. La présence du Psiloritis, montagne sacrée qui est choisie, selon la légende, pour y élever Zeus, a favorisé l'implantation des hommes. Ainsi, à cinq kilomètres au nord-est, la cité d'Eléftherna connait son apogée à l'époque d'Homère et aux périodes classiques et romaines, mais son influence se fait sentir tout au long des périodes paléo-chrétienne et byzantine.
Le village le plus proche du monastère est Amnatos, à environ trois kilomètres au nord. Les villages qui entourent Arkadi sont riches en vestiges byzantins prouvant la prospérité de la région. Ainsi, le monastère Moni Arseniou, à quelques kilomètres au nord d'Arkadi, fait également partie des grands monastères de Crète.
Le monastère a la forme d'un parallélogramme presque rectangulaire couvrant une surface totale de 5 200 m2. L'enceinte ressemble à une forteresse qui s'étend sur 78,50 mètres de longueur au nord, 73,50 mètres au sud, 71,80 mètres à l'est et 67 mètres à l'ouest.

## Histoire

### Fondation

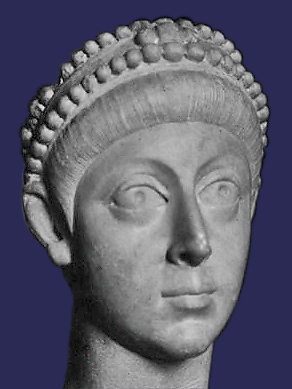
L'empereur Arcadius, qui selon la tradition, aurait fondé le monastère.

La date exacte de la fondation du monastère n'est pas connue avec certitude. Selon la tradition, les fondations du monastère sont posées tantôt par l'empereur byzantin Héraclius tantôt par l'empereur Arcadius dès le Ve siècle. Et selon cette seconde version, le monastère tirerait son nom de l'empereur.
La présence, en Crète, de nombreux monastères portant le nom du moine ayant fondé l'édifice est très commune. C'est donc cette hypothèse qui prévaut désormais, selon laquelle un moine nommé Arkadios aurait fondé l'édifice.
Selon Joseph Pitton de Tournefort, le monastère est construit à l'emplacement d'une ancienne cité, Arcadia, dont la légende raconte qu'après sa destruction, toutes les sources et fontaines des environs ne recommenceraient à couler qu'après la fondation d'une nouvelle cité,. Mais, dès 1837, Robert Pashley met en évidence l'impossibilité pour le monastère d'avoir été bâti sur les ruines d'une quelconque cité. C'est cette version qui prédomine aujourd'hui.
La plus ancienne preuve d'existence du monastère daterait du XIVe siècle. En 1951, le professeur K.D. Kalokyris publie une inscription datant du XIVe siècle et vérifiant l'hypothèse qu'existe à cette époque un monastère dédié à saint Constantin. Cette inscription dit : « L'église porte le nom d'Arkadi et elle est consacrée à Saint Constantin ». Elle devait se trouver sur le fronton d'une église plus ancienne que celle que nous pouvons voir de nos jours, ou alors au-dessus de la porte d'entrée du monastère.

### Restaurations
Vers la fin du XVIe siècle, période d'intense création culturelle et artistique sur l'île, le monastère subit des restaurations et des transformations. Les propriétaires sont Klimis et Vissarion Hortatsis, sans doute de la famille des Hortatsis de Réthymnon, dont le nom est associé à la Renaissance crétoise, avec entre autres Georgios Hortatsis, auteur d’Érophile. L'higoumène du monastère est alors Klimis Hortatsis. En 1573, il transforme le monastère en monastère de cénobites. Ainsi, la façade de l'édifice daterait de 1586. L'église à deux nefs, telle que l'on peut la voir de nos jours, date de cette époque. Une inscription à la base du clocher la fait remonter à 1587, lorsque Klimis Hortatsis était l'higoumène du monastère. Cette inscription est la suivante :
« ΑΦ ΚΛΜΧΤΖ ΠΖ »
soit : « 15 Klimis Hortatzis 87 ».
La construction de cette église aurait duré vingt-cinq ans et l'on peut ainsi supposer que la première pierre est posée en 1562.

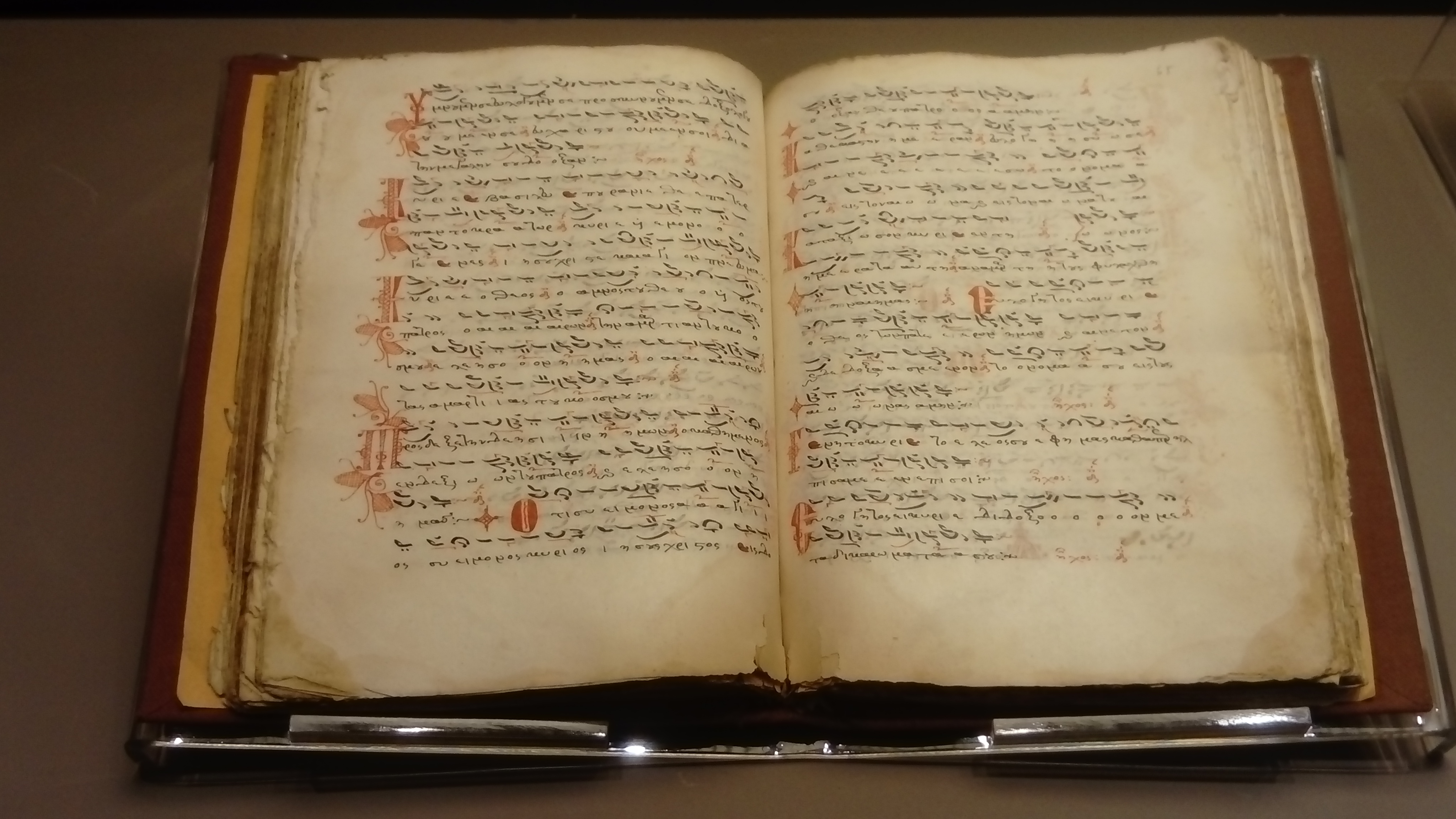
Manuscrit musical conservé et exposé dans le monastère.

L'higoumène Klimis Hortatsis, qui lance ces travaux, meurt probablement juste après leur achèvement et ne semble pas avoir vécu jusqu'à l'inauguration de la nouvelle église. Des recherches ont mis au jour une lettre du patriarche d'Alexandrie, Mélétios Pigas, dans laquelle il est écrit que la cérémonie d'inauguration aurait été confiée au successeur de Klimis, l'higoumène Mitrofanis Tsyrigos. Si la lettre n'est pas datée, on peut néanmoins la situer entre 1590, date à laquelle Mélétios Pigas est ordonné patriarche, et 1596, date à laquelle l'higoumène Nicéphore succède à Tsygiros.
Durant le mandat des trois premiers higoumènes, et jusqu'au début du XVIIe siècle, le monastère d'Arkadi connait un grand essor, à la fois sur le plan économique et culturel. Le monastère devient un grand centre de copie de manuscrits, dont la plupart sont perdus lors de la destruction du bâtiment par les Ottomans en 1866, mais dont quelques-uns se trouvent dans des bibliothèques à l'étranger. Le monastère s'agrandit par la construction d'étables en 1610 et du réfectoire en 1670.

### Période ottomane
En 1645, commence la conquête de l'île par les Ottomans. Au printemps 1648, ils se rendent maîtres de la majeure partie de l'île, à l'exception de Candie (Héraklion), Gramvoússa, Spinalónga et Souda qui restent encore sous domination vénitienne.
Après la capture de Réthymnon en 1648, les Ottomans occupent petit à petit l'arrière-pays et pillent le monastère. Les moines et l'higoumène Siméon Halkiopoulos se réfugient alors au monastère de Vrontissi. Ils sont autorisés à revenir sur les lieux après avoir juré allégeance à Gazi Hussein Pacha. Ce dernier leur accorde également le droit de sonner la cloche. Le monastère d'Arkadi devient alors le Çanli Manastir (Monastère où l'on sonne la cloche en turc). Un firman autorise les monastères détruits à être reconstruits à partir de leur plan initial, sans ajouts ni changements. Arkadi profite de ce firman mais semble outrepasser ses droits en ajoutant de nouveaux bâtiments.
Au cours de la période ottomane, le monastère continue de prospérer, comme en témoignent les écrits de Joseph Pitton de Tournefort. Pour le voyageur, le monastère est le plus beau et le plus riche de Crète. Il y dénombre 100 religieux habitant dans le couvent, et 200 autres vivant dans les campagnes alentour. Le territoire du monastère s'étend au nord jusqu'à la mer de Crète, à l'ouest jusqu'à Réthymnon et au sud jusqu'au sommet du mont Ida. Ces terres permettent au monastère de vivre du travail de la terre. Ainsi Tournefort parle de « 400 mesures d'huile » produites chaque année, un chiffre qui pourrait être le double si le monastère ne laissait pas perdre ses fruits faute de main d'œuvre. Tournefort vante également la cave du monastère, qui compte au moins 200 tonneaux et dont les meilleurs portent le nom de l'higoumène qui les bénit chaque année d'une prière prévue à cet effet. Le vin fabriqué à Arkadi est semble-t-il réputé. Ce vin appelé malvoisie, du nom d'un village près d'Héraklion, et pour lequel la Crète était réputée à l'époque vénitienne, était aussi issu des vignes du monastère. Franz Wilhelm Sieber, lors de son passage au monastère, évoque également la cave de l'higoumène et la fabrication de vin obtenu par un excellent raisin poussant en altitude, mais précise qu'il n'est plus question de production de malvoisie. En revanche, le monastère produit alors du maïs.

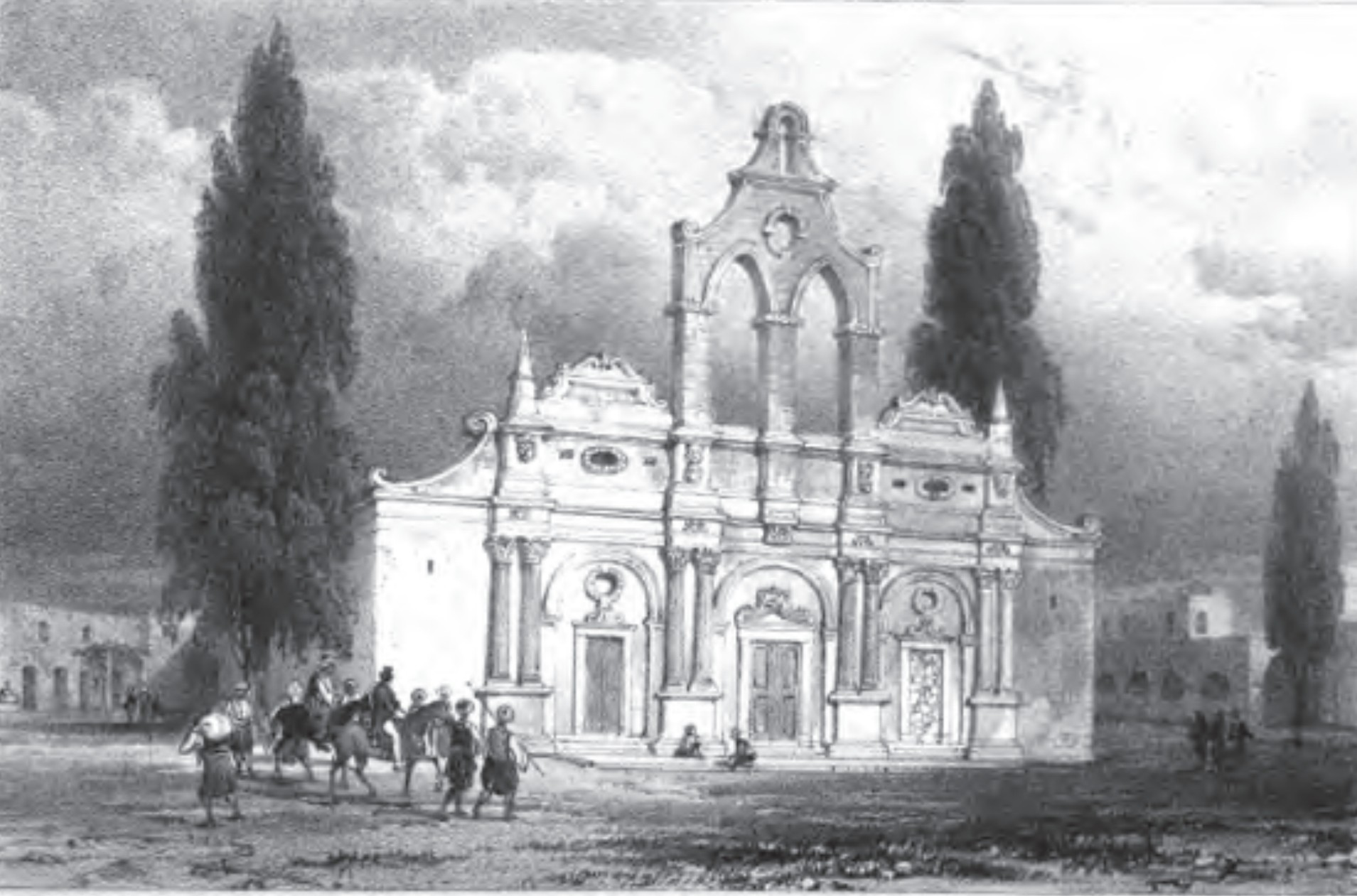
Le monastère vu par Robert Pashley.

Au début du XIXe siècle, le monastère semble connaître un déclin. Sieber, qui y fait halte près d'un siècle après Tournefort et Pococke, n'en fait pas une description aussi élogieuse que ses prédécesseurs. Pour l'Allemand, le monastère n'abrite plus que huit prêtres et douze moines. Les travaux des champs continuent d'être effectués de façon régulière, mais le monastère aurait des dettes. Il évoque l'higoumène qui, pour régler ses créances, doit souvent aller à Réthymnon.
Sieber décrit la bibliothèque de l'édifice, riche de plus de 1 000 volumes, de textes religieux mais aussi de textes de Pindare, Pétrarque, Virgile, Dante, Homère, Strabon, Thucydide et Diodore. Mais le voyageur insiste sur le triste état de ces ouvrages, jugeant qu'il n'avait « jamais vu de livres aussi abimés » et il est incapable de distinguer les ouvrages d'Aristophane de ceux d'Euripide.
En 1822, un groupe de soldats turcs menés par un certain Getimalis s'empare d'Arkadi et le pille. Des habitants d'Amári réussissent à dresser un plan pour reprendre le monastère et exterminent Getimalis et ses hommes.
Une autre version raconte qu'un certain Anthony Melidonos, un Sphakiote établi en Anatolie, revient sur l'île à la tête de volontaires grecs d'Asie mineure pour soutenir l'effort des Crétois lors de la guerre d'indépendance grecque. Avec un corps de 700 hommes, il entreprend de traverser l'île d'ouest en est. Apprenant le pillage du monastère, il s'y rend. Il y arrive dans la nuit et, escaladant les toits du bâtiment, y déverse des matières inflammables et met le feu à l'édifice. Il se jette ensuite sur Getimalis qui est en train de boire, l'empoigne et le jette par terre à l'extérieur de la pièce. Il est sur le point de le tuer, lorsque Getimalis jure qu'il est prêt à se convertir au christianisme. Le baptême a immédiatement lieu et le nouveau converti est laissé libre.
Bien que cet évènement doive porter un coup au développement du monastère, des documents turcs et grecs mentionnent la capacité du monastère à fournir en nourriture les habitants de la région et à abriter des fugitifs poursuivis par les autorités turques. Le monastère dispense des cours aux populations chrétiennes locales. De 1833 à 1840, il est capable de verser aux écoles de la région la somme de 700 piastres turques.

## Le drame d'Arkadi

### Contexte

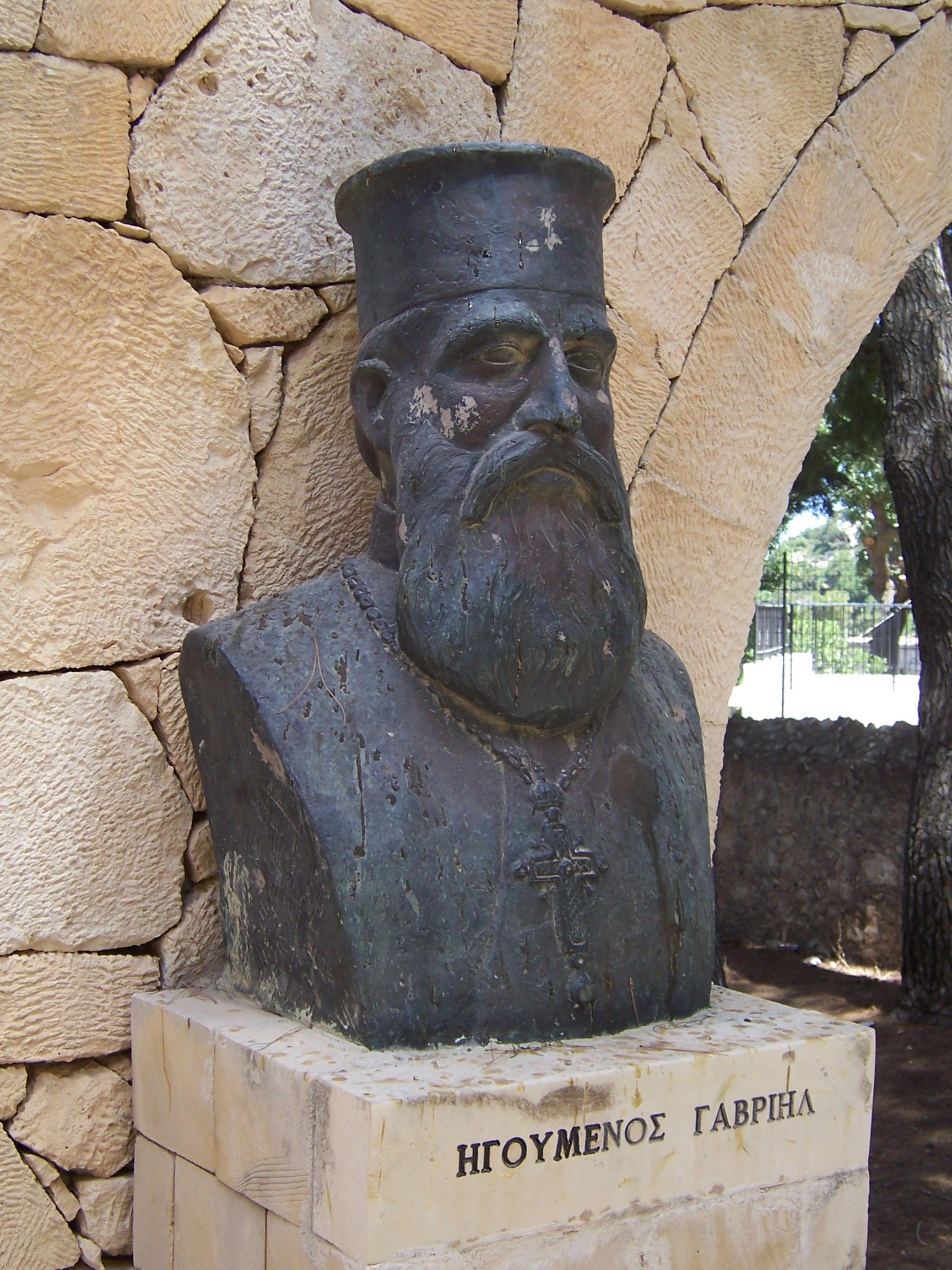
Buste de l'higoumène Gabriel Marinakis.

Bien que la Crète se soit soulevée contre l'occupant ottoman lors de la guerre d'indépendance grecque, le protocole de Londres de 1830 ne permet pas à l'île de faire partie du nouvel État grec.
Le 30 mars 1856, le Traité de Paris oblige le Sultan à appliquer le Hatti-Houmayoun, c'est-à-dire l'égalité civile et religieuse des chrétiens et des musulmans. Les autorités ottomanes en Crète sont cependant réticentes. Devant le grand nombre de conversions de musulmans (majoritairement des anciens chrétiens convertis à l'Islam et donc relapses), l'Empire tente de revenir sur la liberté de conscience. L'instauration de nouvelles taxes et d'un couvre-feu viennent s'ajouter au mécontentement. En avril 1858, cinq mille Crétois se réunissent à Boutsounaria. Finalement, un décret impérial du 7 juillet 1858 leur garantit des privilèges en matière religieuse, judiciaire et fiscale. La révolte de 1866 s'engouffre dans la brèche entrouverte par le Hatti-Houmayoun.

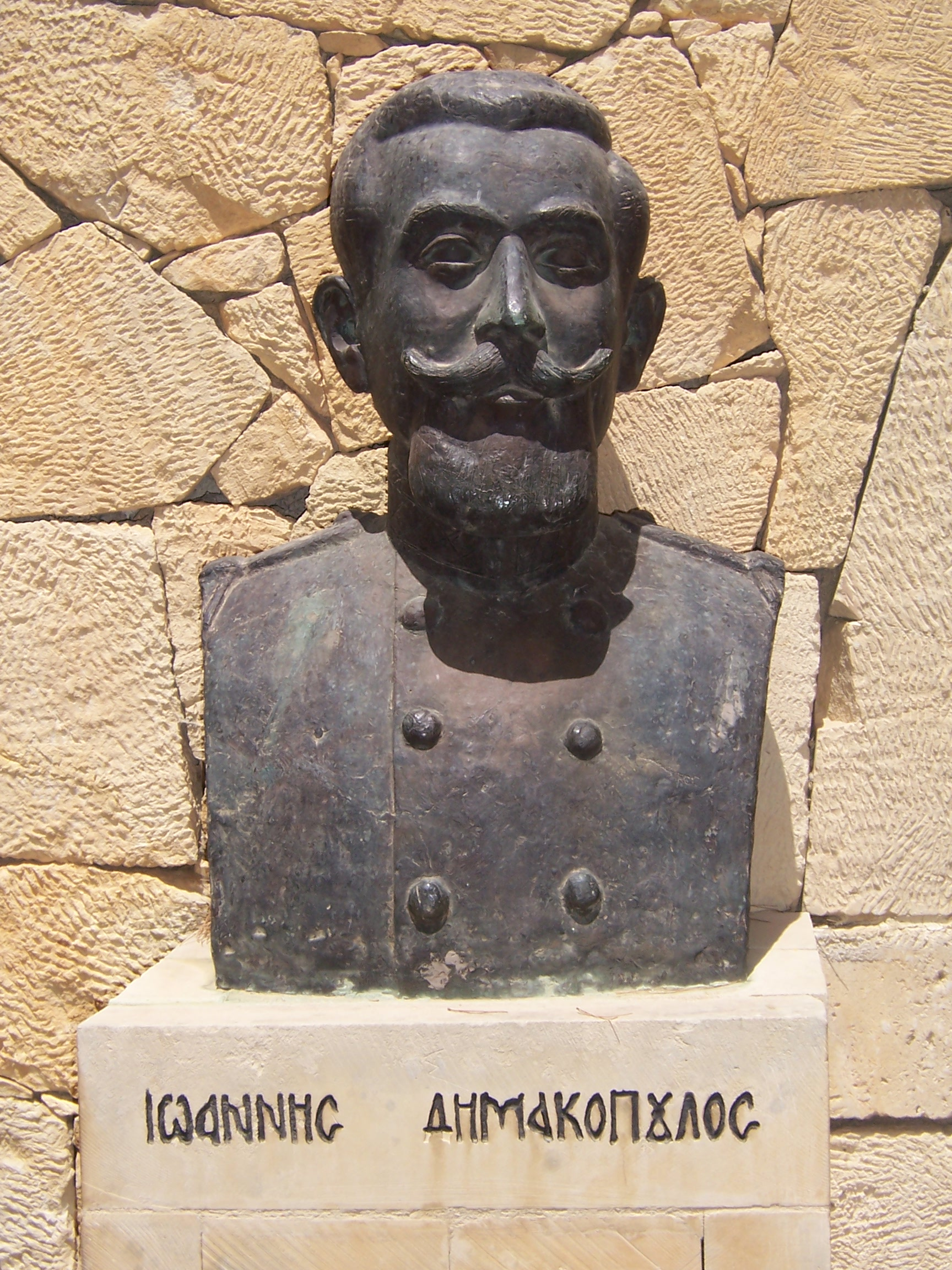
Ioannis Dimakopoulos

Une seconde cause de l'insurrection de 1866 est l'intervention d'Ismaïl Pacha dans une querelle interne à propos de l'organisation des monastères crétois. Différents laïcs préconisent depuis 1862 que les biens des monastères passent sous le contrôle du conseil des anciens, et ce dans le but de créer des écoles, mais ils rencontrent l'opposition des évêques. Ismaïl Pacha intervient dans cette querelle interne aux chrétiens : il désigne les personnes chargées de débattre du sujet en annulant l'élection de membres « indésirables » et en arrêtant et emprisonnant les membres du comité chargé de se rendre à Constantinople pour évoquer le sujet avec le Patriarche. Cette intervention provoque des réactions violentes au sein de la population chrétienne de Crète.
Au printemps 1866, des réunions ont lieu dans divers villages. Le 14 mai, une assemblée se tient dans le monastère Aghia

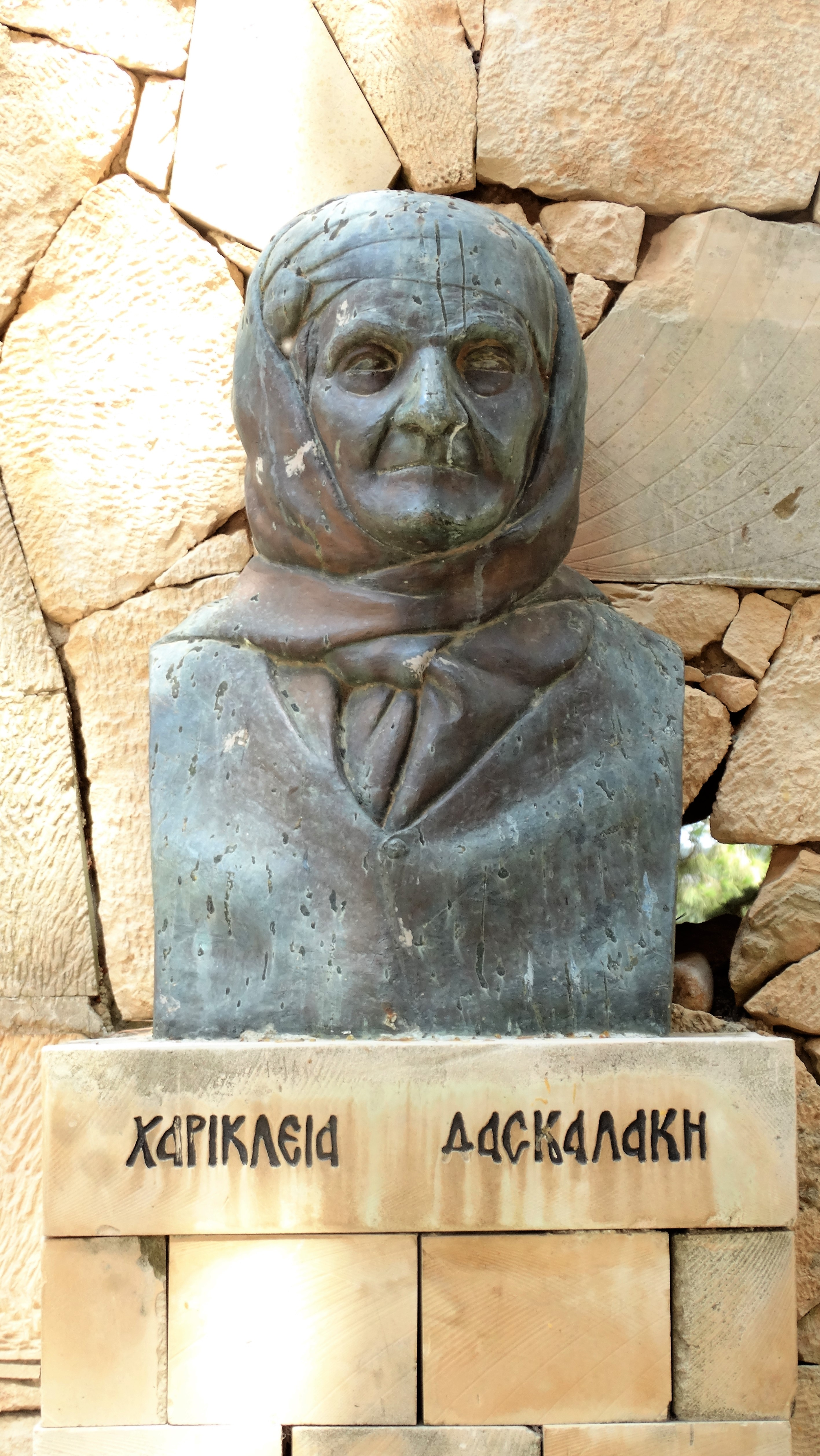
Charikléïa Daskalaki, meneuse des femmes chargées du ravitaillement en eau et en munitions lors de l'attaque du monastère.

Kyriaki à Boutsounaria près de La Canée et rédige une pétition qu'elle envoie au Sultan mais aussi aux consuls des grandes puissances présentes à La Canée. Lors des premiers rassemblements de comités révolutionnaires au printemps 1866, des représentants sont élus par province. Le représentant de la région de Réthymnon est l'higoumène d'Arkadi, Gabriel Marinakis.
À l'annonce de ces nominations, Ismaïl Pacha fait parvenir un message à l'higoumène par l'intermédiaire de l'évêque de Réthymnon, Kallinikos Nikoletakis. La lettre demande à l'higoumène de dissoudre l'assemblée révolutionnaire d'Arkadi sous peine de voir le monastère détruit par les troupes ottomanes. Au mois de juillet 1866, Ismail envoie son armée afin de capturer les insurgés, mais les membres du comité s'enfuient avant l'arrivée des Ottomans. Les Turcs repartent après avoir détruit les icônes et les objets sacrés trouvés dans le monastère.
En septembre, Ismail Pacha fait parvenir à l'higoumène une nouvelle menace de destruction du monastère si l'assemblée n'accepte pas de se rendre. La décision est prise de mettre en place un système de défense pour le monastère. Le 24 septembre, Panos Koronaios arrive en Crète et débarque à Bali. Il se rend à Arkadi où il est fait commandant-en-chef de la révolte pour la région de Réthymnon. Militaire de carrière, Koronaios estime que le monastère n'est pas fait pour être une place forte. Mais l'higoumène et les moines ont le point de vue inverse. Koronaios finit par se plier au point de vue de l'higoumène. Cependant, Koronaios conseille de détruire l'étable afin que le bâtiment ne puisse être utilisé par les Turcs, une volonté qui n'est pas non plus respectée. Après avoir nommé un certain Ioannis Dimakopoulos au poste de commandant de la garnison du monastère, Koronaios quitte les lieux. À son départ, de nombreux habitants des environs, et en particulier des femmes et des enfants, trouvent refuge au monastère, certains avec les biens de valeur qu'ils possèdent dans l'espoir de les préserver des Turcs. Ainsi, au 7 novembre 1866, le monastère abrite 964 personnes : 325 hommes dont 259 sont armés, le reste étant des femmes et des enfants.

### Arrivée des Ottomans

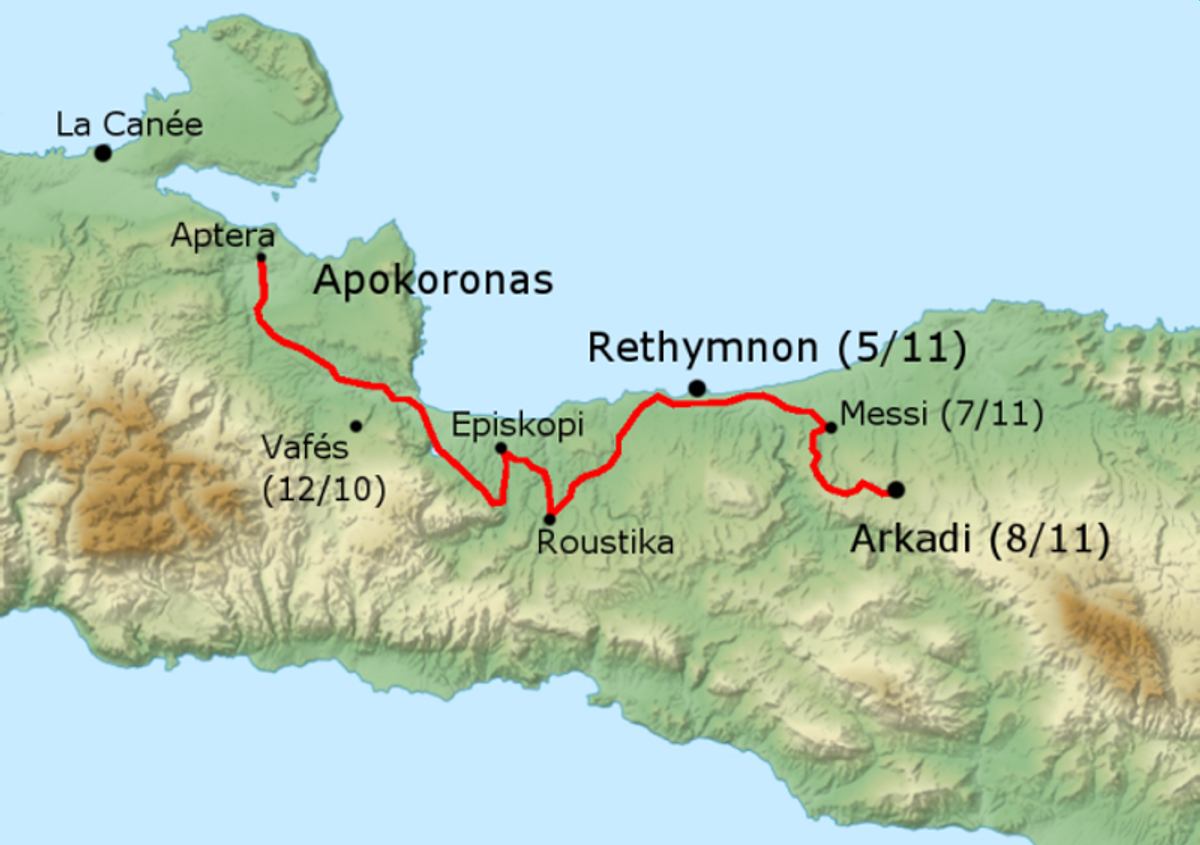
Route empruntée par Mustapha Pacha de l'Apokóronas jusqu'à Arkadi.

Depuis la mi-octobre et la victoire des troupes de Mustapha Pacha à Vafés, le gros de l'armée turque stationne dans la région de l'Apokóronas, en particulier dans les forteresses dominant la baie de Souda. Le monastère refusant de se rendre, Mustapha Pacha fait marcher ses troupes sur Arkadi et se dirige vers l'est. Il fait un premier arrêt au village d'Episkopí qu'il met entièrement à sac. D'Episkopí, Mustapha fait parvenir une nouvelle lettre au comité révolutionnaire d'Arkadi, lui ordonnant de se rendre et précisant qu'il arriverait au monastère dans les jours suivants. L'armée ottomane se dirige ensuite vers le village de Roústika, où Mustapha passe la nuit dans le monastère du prophète Élie, tandis que son armée bivouaque dans les villages de Roustika et d'Aghios Konstantinos. Mustapha atteint Réthymnon dans la journée du 5 novembre, où il reçoit des renforts turcs et égyptiens. Les troupes ottomanes atteignent le monastère dans la nuit du 7 au 8 novembre. Mustapha, bien qu'ayant accompagné ses hommes jusqu'à un point relativement proche du site, campe avec son état-major au village de Messi.

### L'assaut

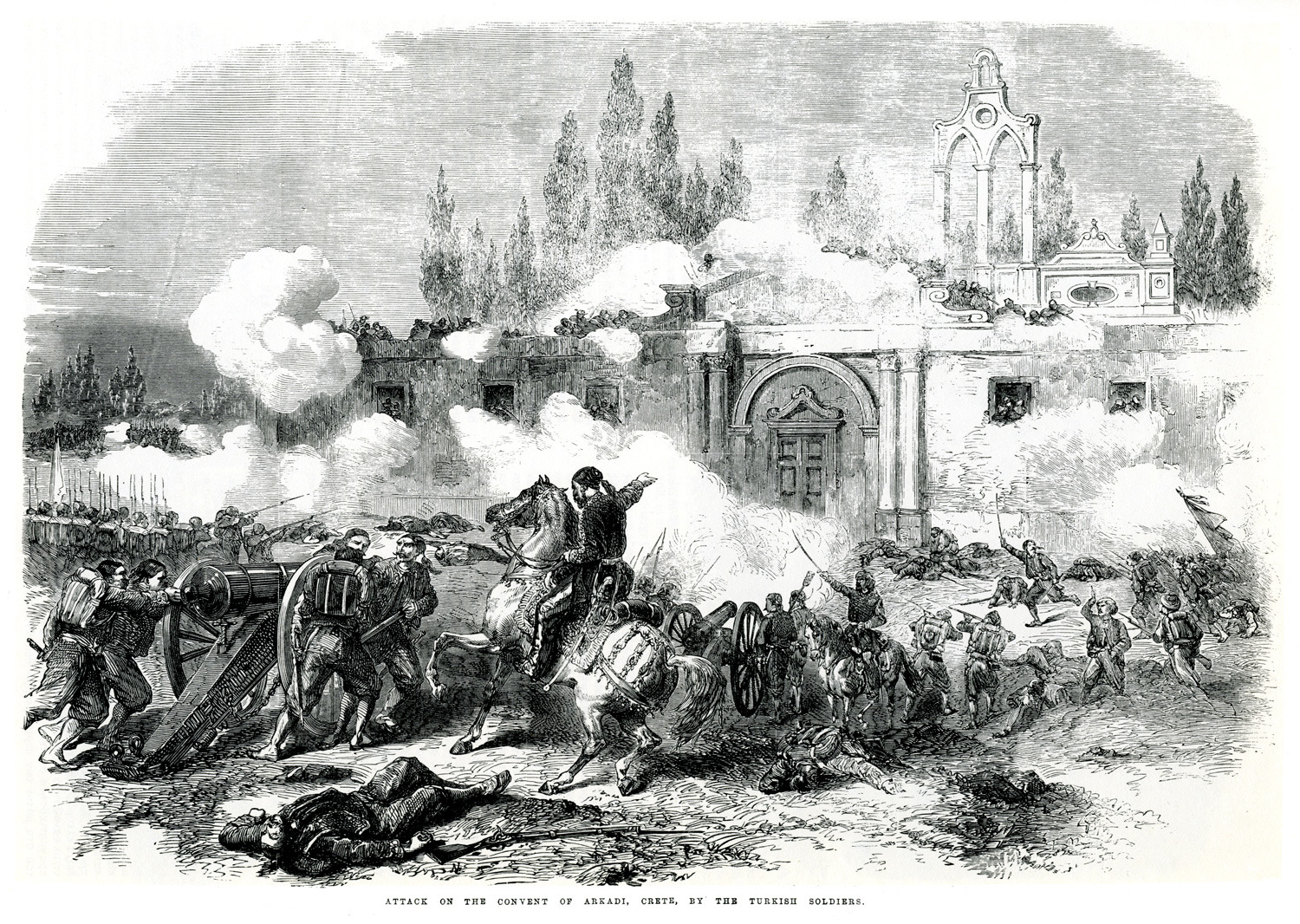
Les Turcs donnant l'assaut.

Au matin du 8 novembre, une armée commandée par Suleyman et forte de 15 000 Turcs et de trente canons arrive sur les hauteurs du monastère, alors que Mustapha Pacha reste en retrait dans le village de Messi. Suleyman, positionné sur la colline de Korè au nord du monastère lance aux insurgés un appel à la reddition. Il obtient pour seule réponse des coups de feu.
L'assaut est alors lancé par les Turcs. Leur objectif premier est la porte principale du monastère, sur la façade ouest. La bataille dure toute la journée sans que les Ottomans puissent parvenir à pénétrer dans l'édifice. Les assiégés ont fortement barricadé la porte et, dès le début, sa prise semble difficile. Les Crétois sont relativement protégés par les murs du monastère, alors que les Turcs, offerts au feu des insurgés, subissent de nombreuses pertes. Sept Crétois avaient pris position dans le moulin à vent du monastère qui est rapidement conquis par les Turcs. Ils y mettent le feu, brûlant en même temps les guerriers s'y trouvant.
L'assaut s'arrête à la tombée de la nuit. Les Ottomans font venir de Réthymnon deux canons lourds, dont l'un est appelé Koutsahila. Ils les placent dans l'étable. Du côté des insurgés, un conseil de guerre décide de demander l'assistance de Panos Koronaios et d'autres chefs crétois de la région d'Amári. Deux Crétois sont descendus par les fenêtres du monastère jusqu'au sol au moyen de cordes, et, déguisés en Turcs, franchissent les lignes ottomanes. Les messagers reviennent plus tard dans la nuit, portant la mauvaise nouvelle qu'il est impossible pour des renforts d'arriver jusqu'au monastère dans la mesure où toutes les routes d'accès sont bloquées par les Turcs.
Les combats reprennent à l'aube du 9 novembre. Les canons finissent par venir à bout des portes du bâtiment et les Turcs s'engouffrent dans l'édifice. Ils subissent alors de nouveau des pertes importantes. Cependant, les Crétois se retrouvent désormais à court de munitions et beaucoup d'entre eux sont contraints de se battre à la baïonnette ou avec tout autre objet tranchant. Les Turcs peuvent alors tirer avantage de cette situation.

### L'holocauste

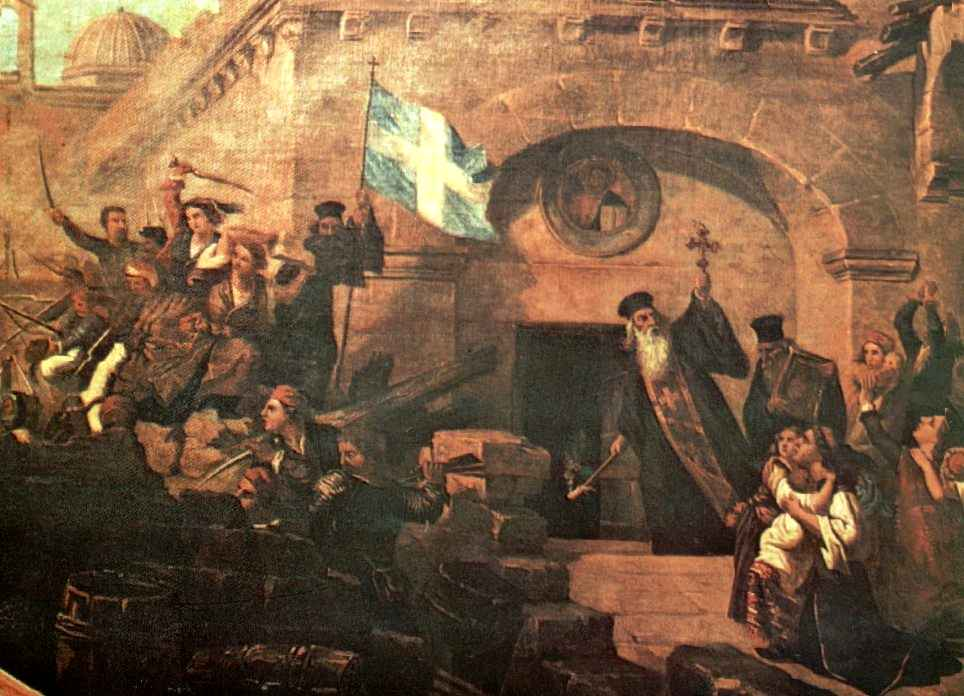
L'higoumène Gabriel rassemblant les assiégés vers la poudrière.

De nombreuses femmes et enfants avaient trouvé refuge dans la poudrière du monastère. Les derniers combattants crétois sont finalement contraints de se cacher dans certaines salles du monastère. Ainsi, trente-six insurgés à court de munitions trouvent refuge dans le réfectoire. Découverts par les Turcs qui enfoncent la porte, ils sont massacrés. De la poudrière, où se trouve la plupart des femmes et des enfants, Konstantinos Giaboudakis appelle les personnes cachées dans les pièces voisines à le rejoindre. Alors que des centaines de Turcs entrés dans le monastère se pressent à l'entrée de la poudrière, Giaboudakis fait feu sur les barils de poudre, faisant ainsi sauter toute la poudrière causant la mort de ses occupants ainsi que de nombreux Turcs.
Dans une autre pièce du monastère abritant également des barils de poudre, d'autres insurgés tentent le même geste héroïque. Mais la poudre humide n'explose que partiellement et ne cause que la destruction de la partie nord ouest de la pièce.

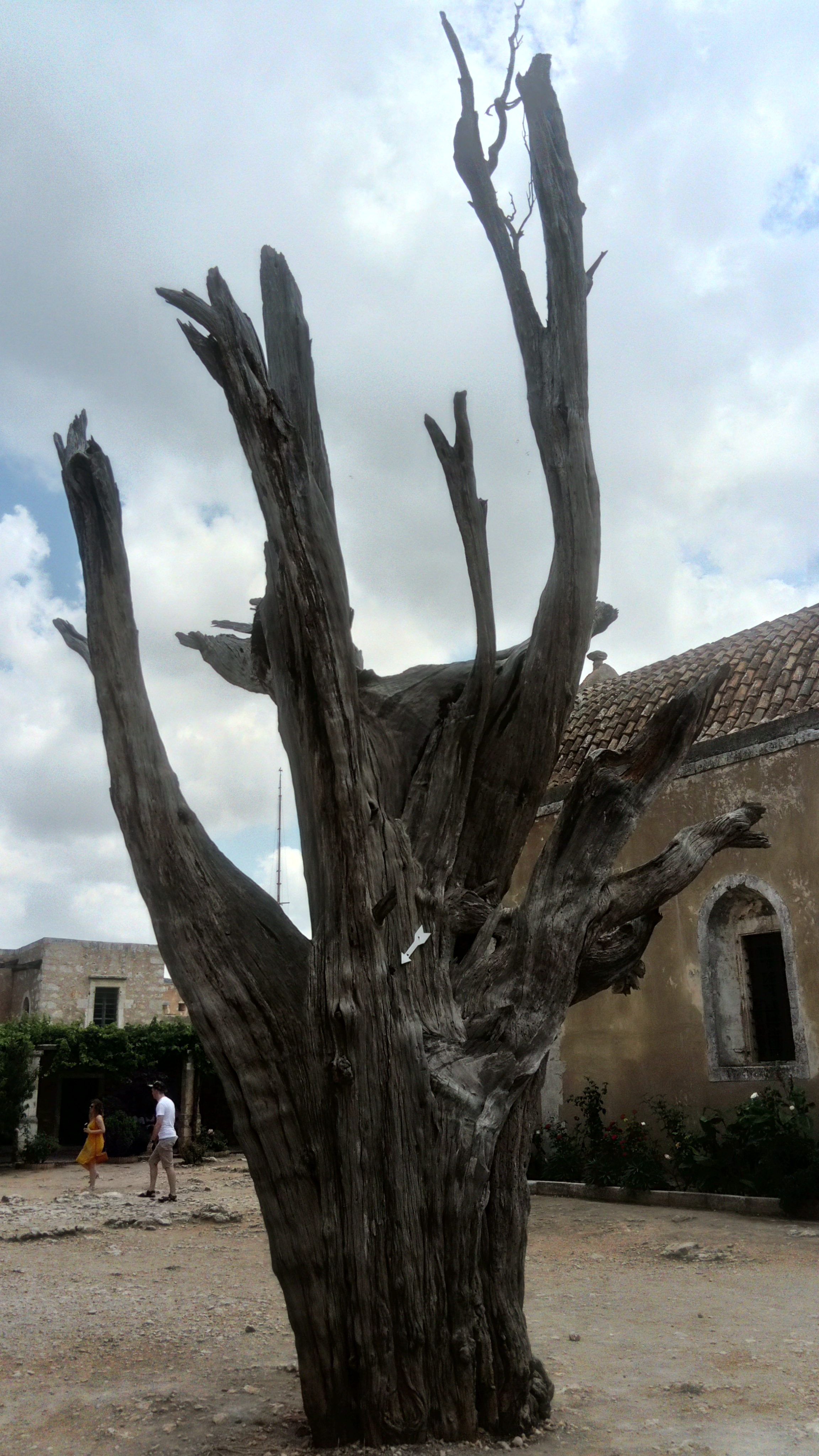
Le cyprès brûlé, vestige de l'holocauste d'Arkadi. Une flèche blanche indique la balle qu'il a reçue, encore fichée dans son écorce.

Sur les 964 personnes présentes au début de l'assaut, 864 sont tuées au cours des combats ou au moment de l'explosion. 114 hommes et femmes sont capturés, trois ou quatre parviennent à s'échapper ; parmi eux, un des deux messagers qui s'était déjà enfui du monastère pendant la nuit pour chercher des renforts. Parmi les victimes on compte l'higoumène Gabriel. La tradition veut que ce soit lui qui ait mis le feu aux barils de poudre. Il semble cependant qu'il soit mort dès le premier jour de combats. Les pertes turques sont estimées à 1 500. Leurs corps furent inhumés en plusieurs endroits ou restèrent sans sépulture, comme ce fut le cas pour de nombreux chrétiens, et furent finalement jetés dans les gorges voisines. Cependant, les ossements de nombreux chrétiens furent recueillis et placés dans le moulin à vent, transformé en ossuaire en hommage aux héros d'Arkadi. Parmi les troupes ottomanes, un corps d'Égyptien copte se trouvait sur les collines surplombant le monastère. Ces chrétiens, refusant de tirer sur d'autres chrétiens, auraient tiré dans le vide, et des caisses de munitions auraient été laissées là par les Coptes.
Les survivants de cette tragédie ne connaissent pas un meilleur sort que ceux morts aux combats. Les 114 prisonniers sont transportés jusqu'à Réthymnon où ils subissent de nombreuses humiliations de la part des officiers lors de leur transport, mais également de la part de la population musulmane qui les attend à l'entrée de la ville et leur jette des pierres et les couvre d'insultes. Les femmes et les enfants sont enfermés une semaine dans l'église de la Présentation de la Vierge à Réthymnon. Les hommes sont incarcérés une année entière dans des conditions difficiles. Le consul de Russie doit intervenir pour exiger de Mustapha Pacha qu'il assure des conditions élémentaires d'hygiène et procure des vêtements aux prisonniers. Après une année, les prisonniers sont libérés et peuvent regagner leurs villages.

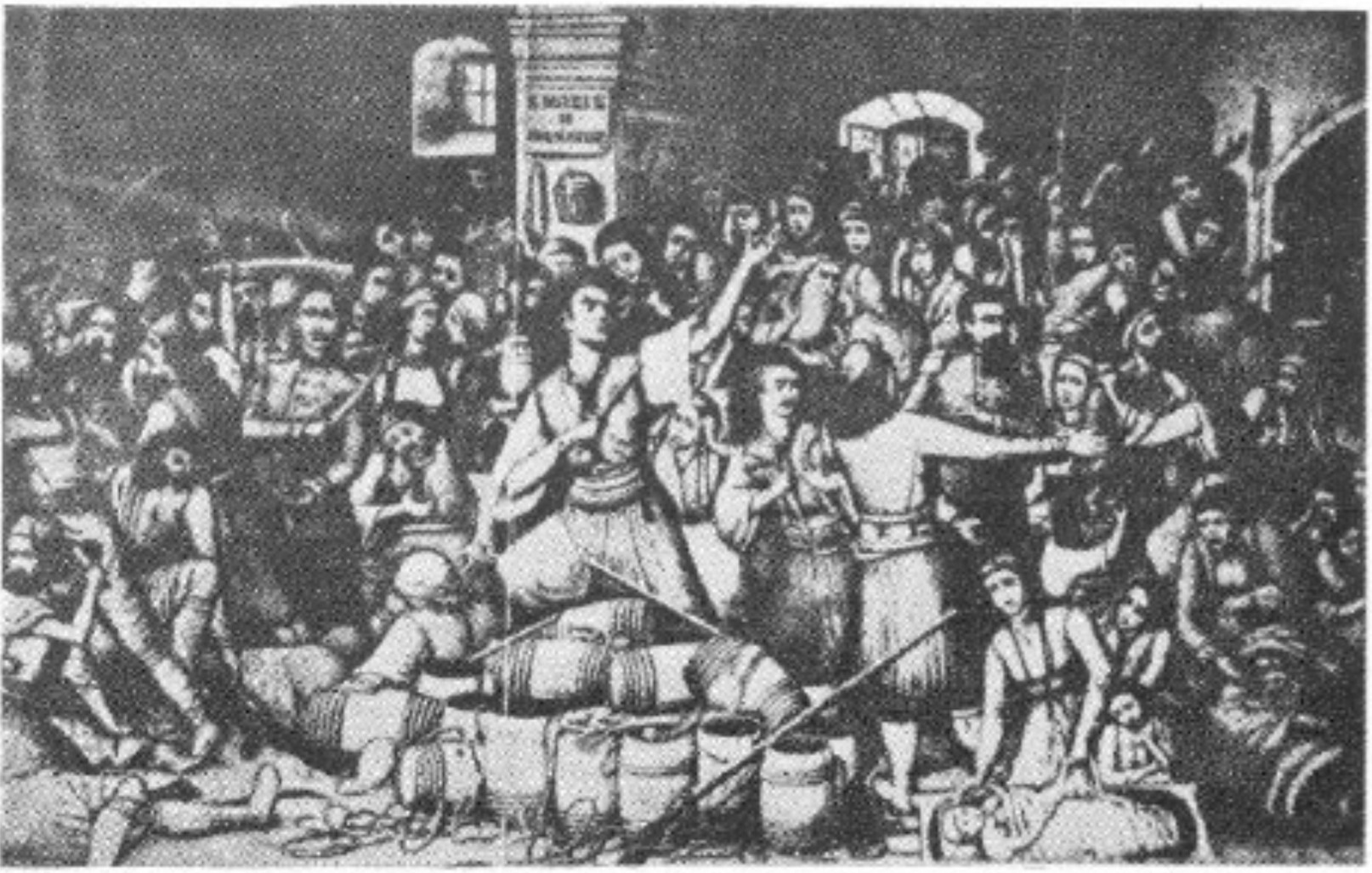
Konstantinos Giaboudakis s'apprêtant à tirer sur les barils de poudre
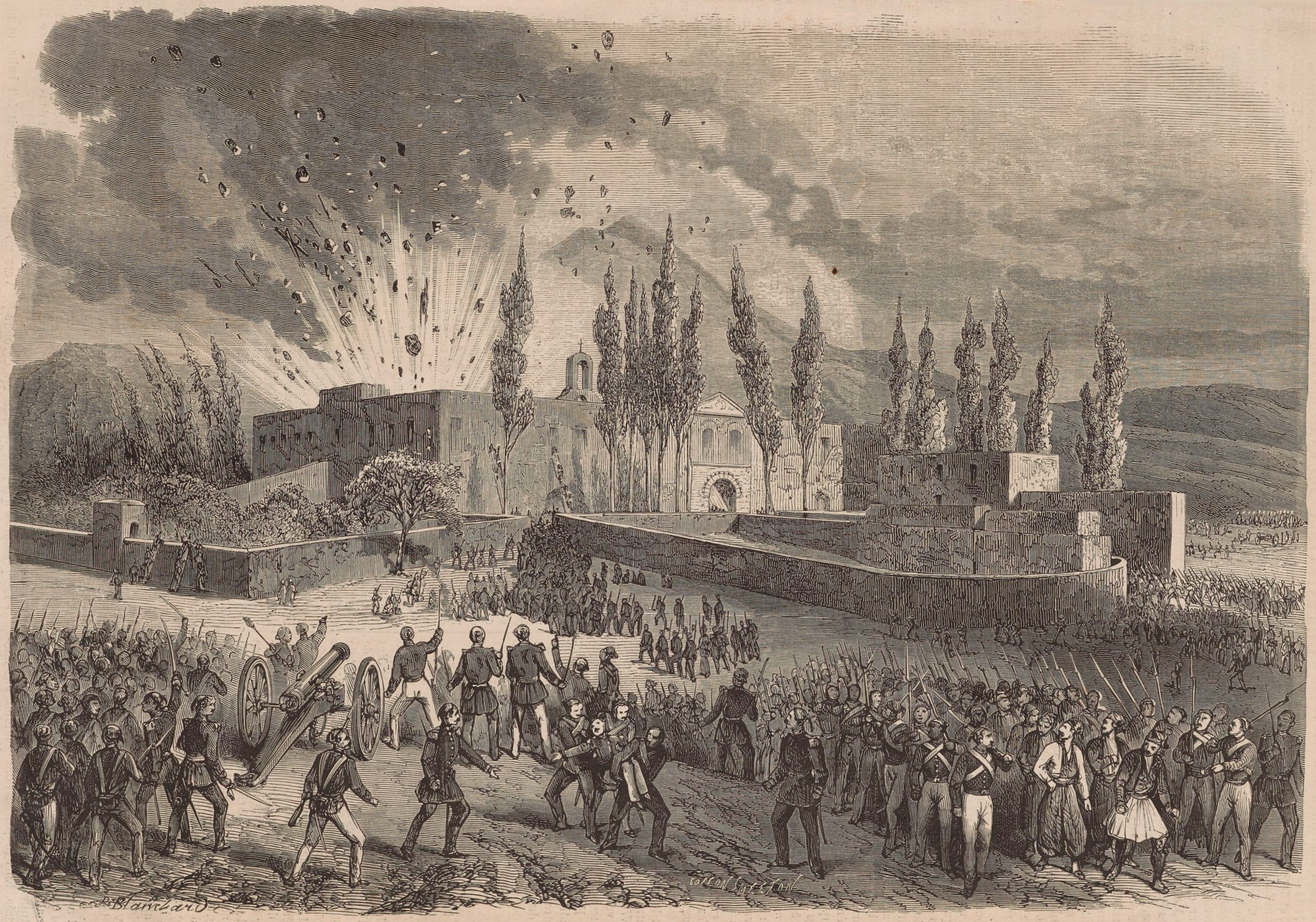
L'explosion de la poudrière
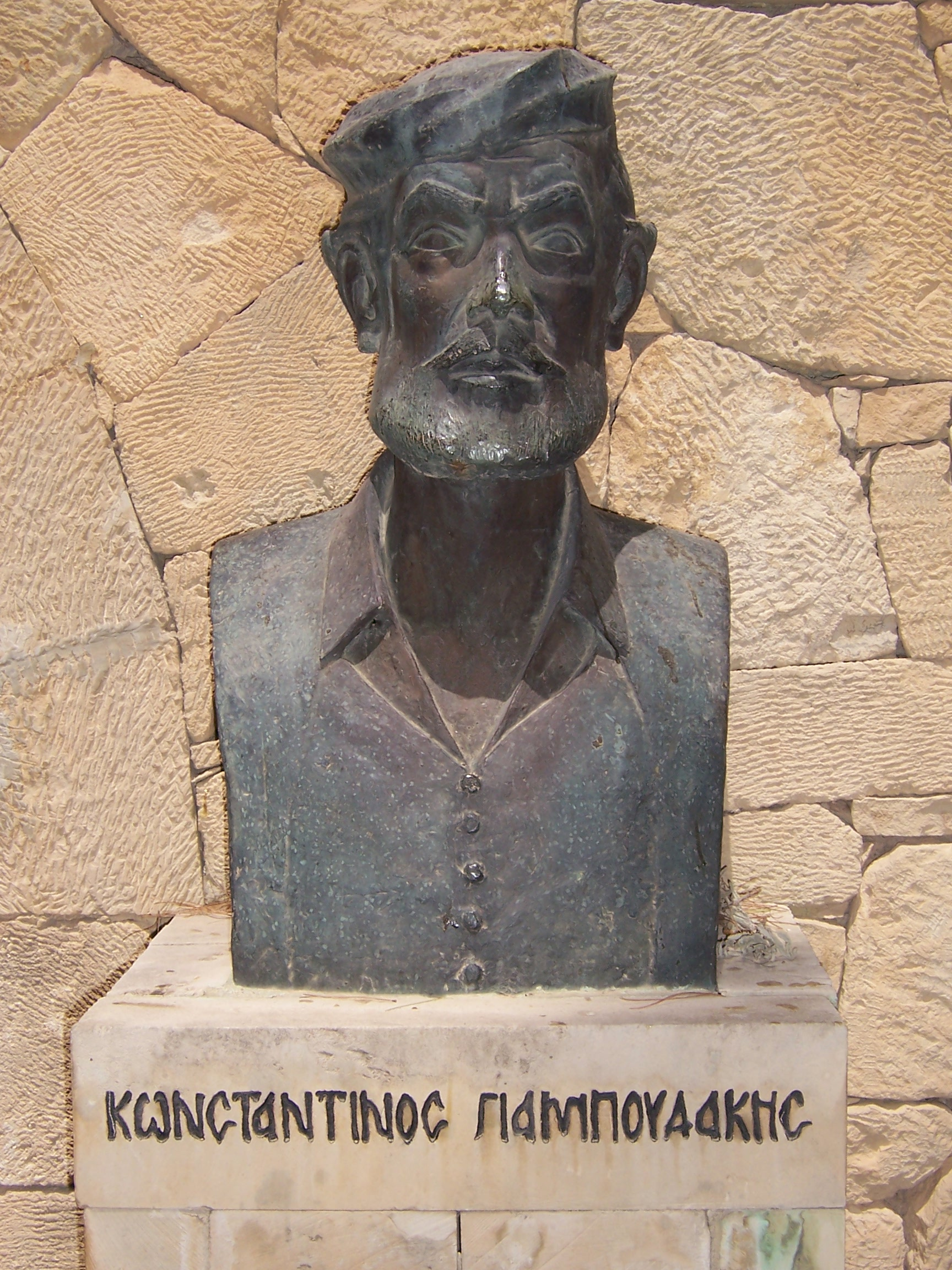
Konstantinos Giaboudakis
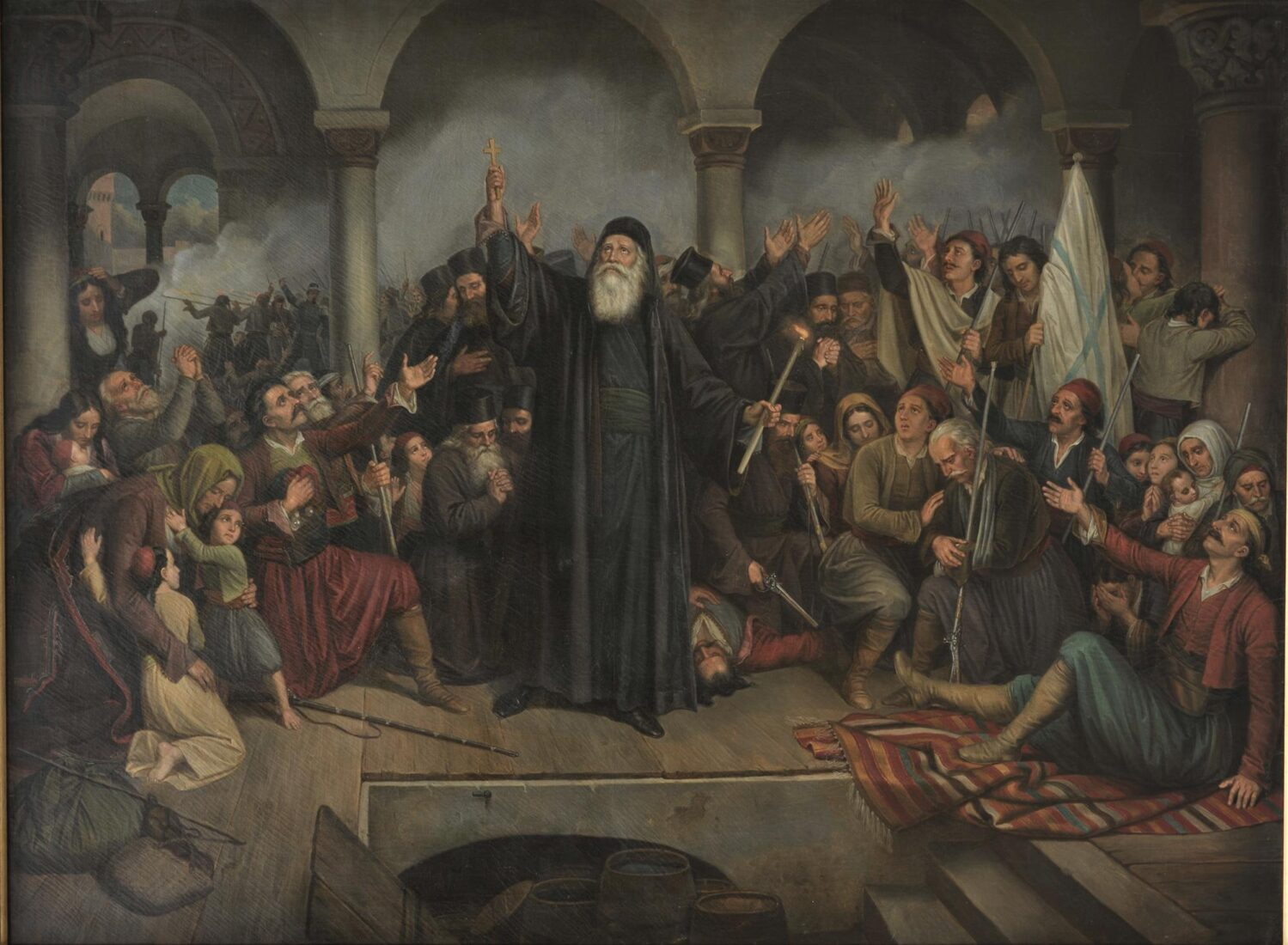
Tableau représentant l'instant précédant l'holocauste, exposé au monastère restauré.
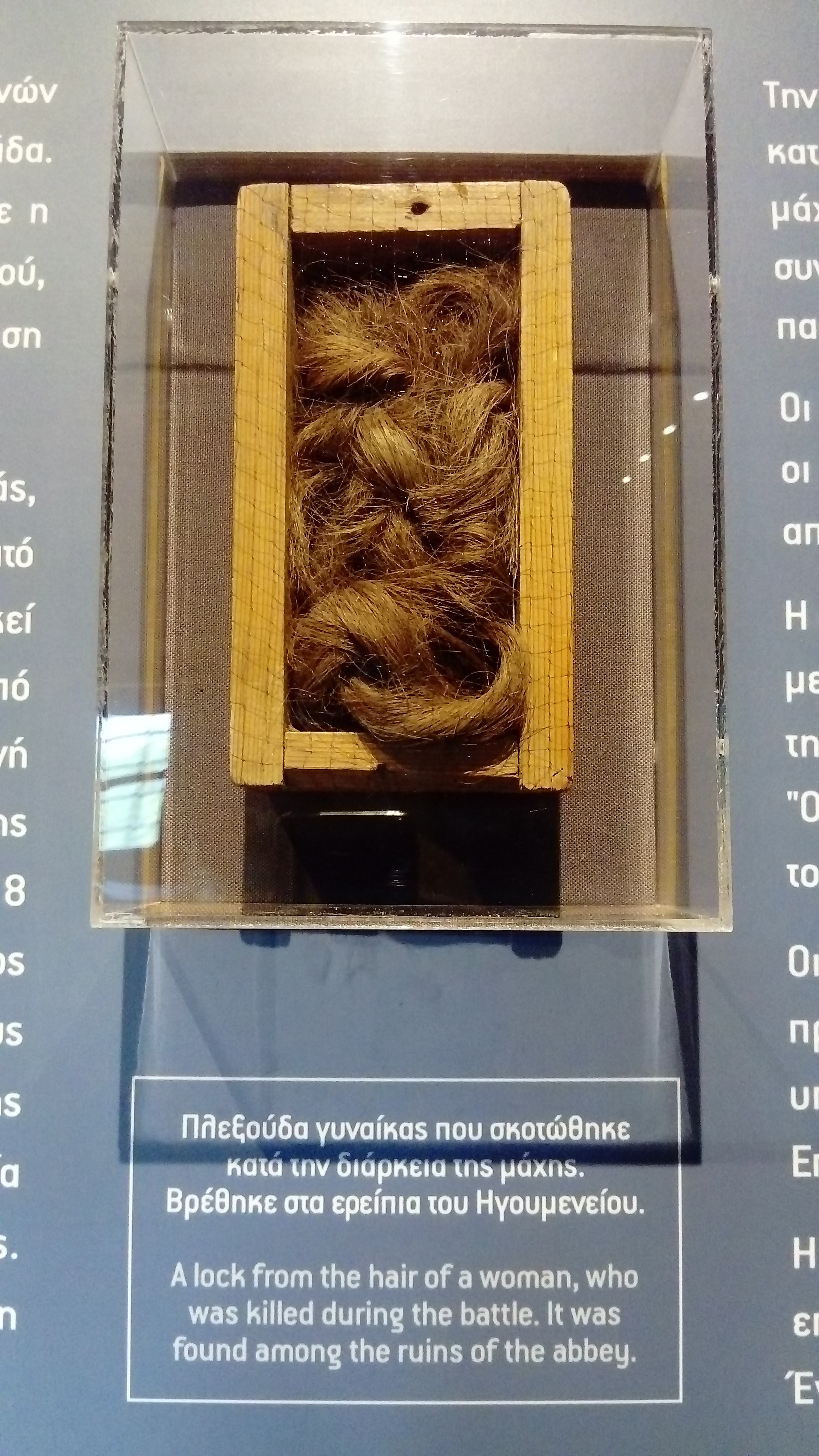
Boucle de cheveux d'une femme victime de l'attaque du monastère, retrouvée dans ses ruines et maintenant exposée en témoignage.

### Réaction internationale
Les Ottomans considèrent la prise d'Arkadi comme une grande victoire et célèbrent solennellement leur victoire en tirant des coups de canon. À l'inverse, ailleurs, les évènements d'Arkadi provoquent émotion et indignation, chez les Crétois d'une part, mais également en Grèce et dans le reste du monde. La tragédie d'Arkadi est un tournant pour l'opinion mondiale. L'événement rappelle l'épisode de Missolonghi et de nombreux philhellènes du monde entier se prononcent en faveur de la Crète. Des volontaires serbes, hongrois et italiens arrivent alors dans l'île. Gustave Flourens, alors enseignant au Collège de France, s'engage et arrive en Crète à la fin de l'année 1866. Il forme un petit groupe de philocrétois avec trois autres Français, un Anglais, un Américain, un Italien et un Hongrois. Ce groupe publie une brochure sur La question d'Orient et la Renaissance crétoise, contacte les hommes politiques français et organise des conférences en France et à Athènes. Les Crétois le nomment même député à l'assemblée mais son action se heurte au refus des grandes puissances. Giuseppe Garibaldi, dans ses lettres, loue le patriotisme des Crétois et leur souhaite de gagner leur indépendance. De nombreux garibaldiens, mus par un ardent philhellénisme, gagnent la Crète et participent à plusieurs combats. Des lettres écrites par Victor Hugo sont publiées dans le journal Kleio à Trieste, afin d'alerter l'opinion publique du monde entier. Il encourage les Crétois en leur disant que leur cause aboutira sans conteste. Il souligne le fait que le drame d'Arkadi ne diffère en rien de ceux de Psara et de Missolonghi et décrit avec précision la tragédie d'Arkadi :

« En écrivant ces lignes, j'obéis à un ordre venu de haut ; à un ordre venu de l'agonie. [...]

On connaît ce mot, Arcadion, on connait peu le fait. En voici les détails précis et presque ignorés. Dans Arcadion, monastère du mont Ida, fondé par Héraclius, seize mille Turcs attaquent cent quatre-vingt-dix-sept hommes, et trois cent quarante-trois femmes, plus les enfants. Les Turcs ont vingt-six canons et deux obusiers, les Grecs ont deux cent quarante fusils. La bataille dure deux jours et deux nuits ; le couvent est troué de douze cents boulets ; un mur s'écroule, les Turcs entrent, les Grecs continuent le combat, cent cinquante fusils sont hors de service, on lutte encore six heures dans les cellules et dans les escaliers, et il y a deux mille cadavres dans la cour. Enfin la dernière résistance est forcée ; le fourmillement des Turcs vainqueurs emplit le couvent. Il ne reste plus qu'une salle barricadée où est la soute aux poudres, et dans cette salle, près d'un autel, au centre d'un groupe d'enfants et de mères, un homme de quatre-vingts ans, un prêtre, l'igoumène Gabriel, en prière. Dehors on tue les pères et les maris mais ne pas être tués, ce sera la misère de ces femmes et de ces enfants, promis à deux harems. La porte, battue de coups de hache, va céder et tomber. Le vieillard prend sur l'autel un cierge, regarde ces enfants et ces femmes, penche le cierge sur la poudre et les sauve. Une intervention terrible, l'explosion, secourt les vaincus, l'agonie se fait triomphe, et ce couvent héroïque, qui a combattu comme une forteresse, meurt comme un volcan. »

Ne trouvant pas le soutien nécessaire auprès des grandes puissances européennes, les Crétois recherchent l'aide des États-Unis. À cette époque, les Américains essaient de s'implanter en Méditerranée et montrent un intérêt pour la Crète. Des rapports montrent qu'ils recherchent un port en Méditerranée et qu'ils pensent, entre autres, à acheter l'île de Milos ou obtenir une île de la Porte. La lutte crétoise rencontre un écho favorable dans l'opinion publique américaine. Les philhellènes américains arrivent à faire progresser l'idée d'indépendance de l'île, et au cours de l'année 1868, une demande de reconnaissance de la Crète libre est adressée à la Chambre des représentants, mais celle-ci choisit finalement la voie diplomatique, préférant respecter une politique de non-intervention dans les affaires ottomanes.

## Architecture

Plan du monastère

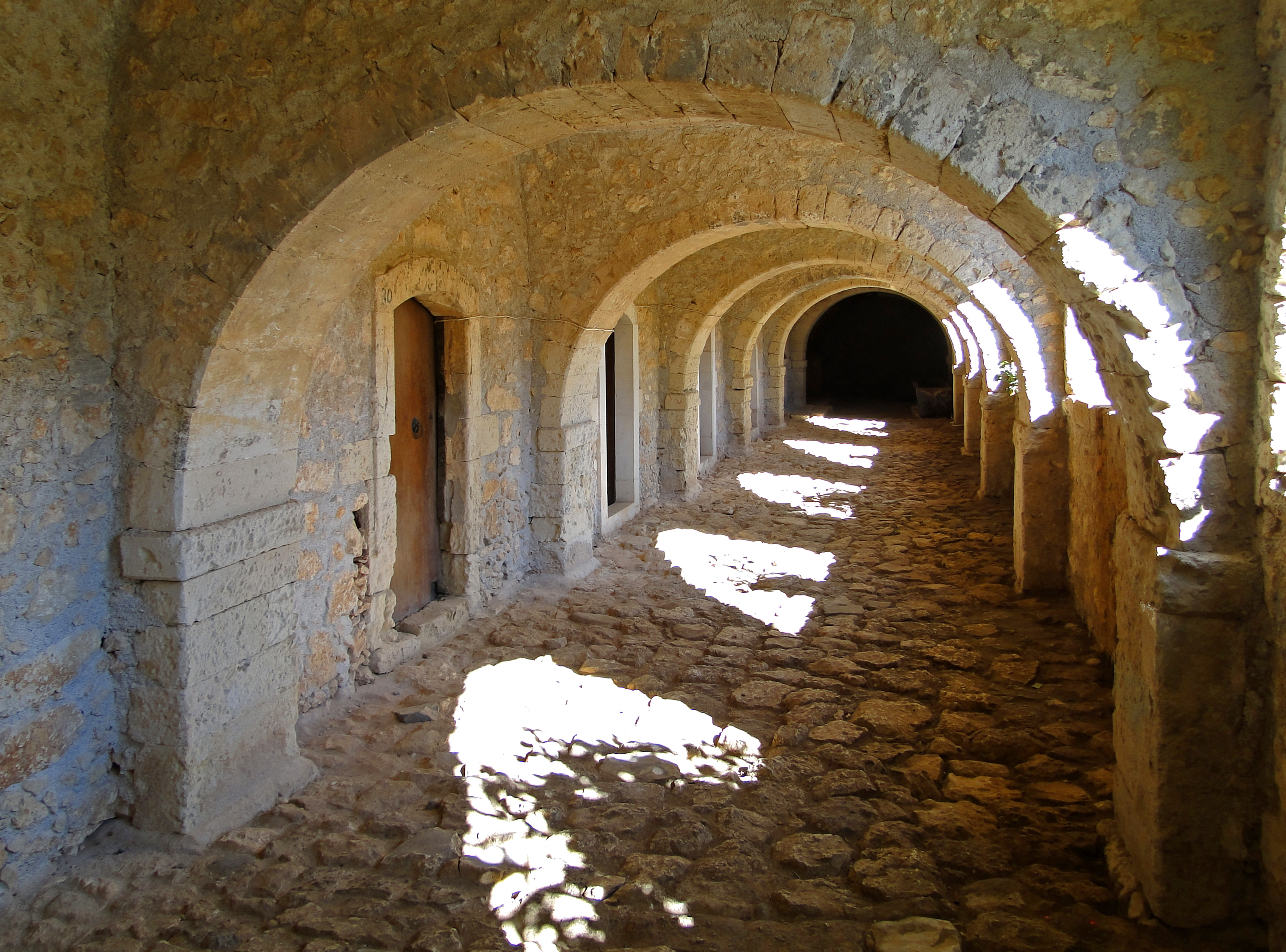
Le cloître du monastère

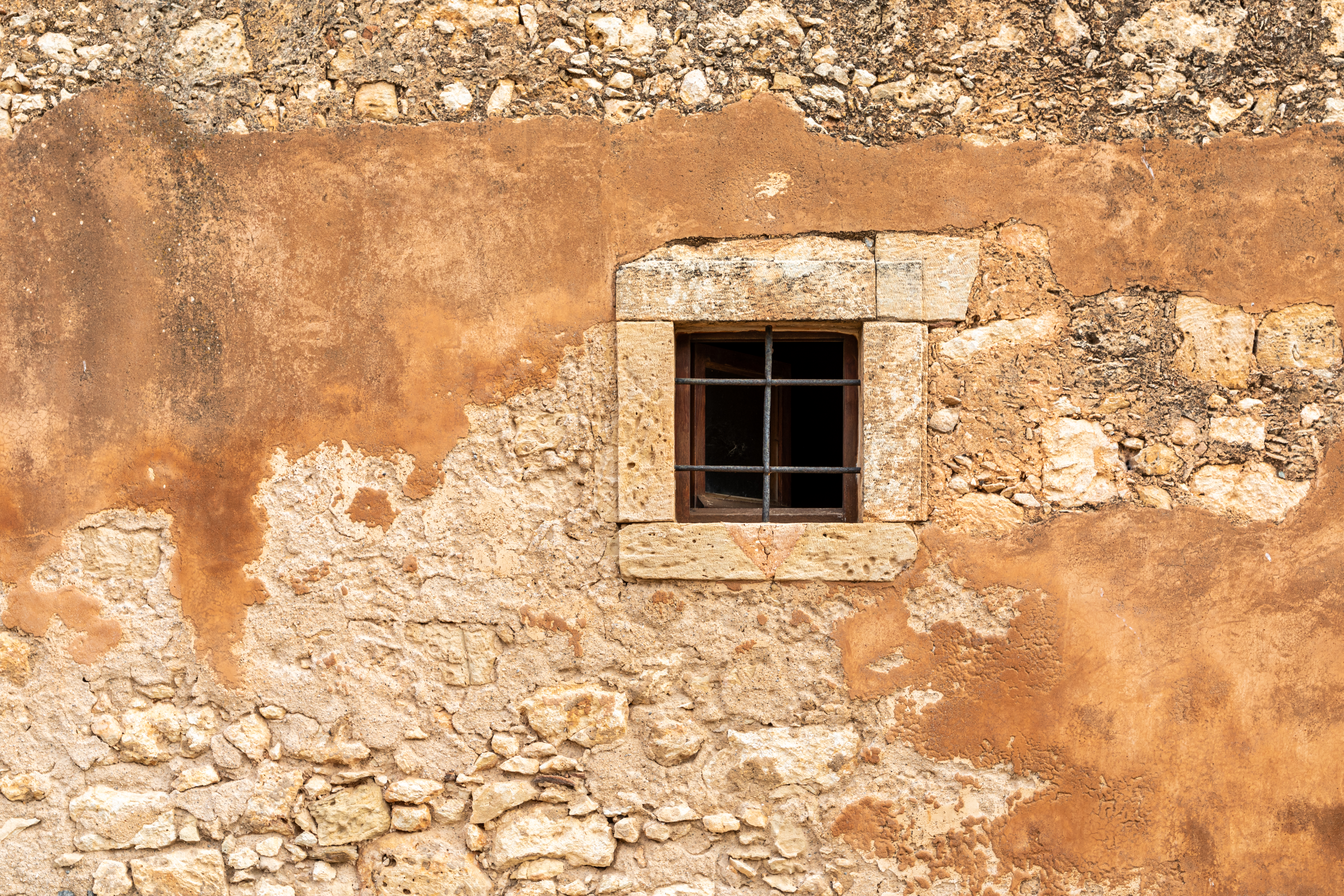
Une fenêtre du monastère. Septembre 2023.

Légende :
1. porte ouest
2. cloître
3. réserves
4. fromagerie
5. cave à vin
6. cave à huile
7. entrepôts
8. réserve des moines
9. cellules des moines
10. poudrière
11. celliers
12. cuisines
13. cellier
14. réfectoire (actuel musée)
15. cour
16. hospice (résidence des visiteurs)
17. église

### Enceinte et portes du monastère

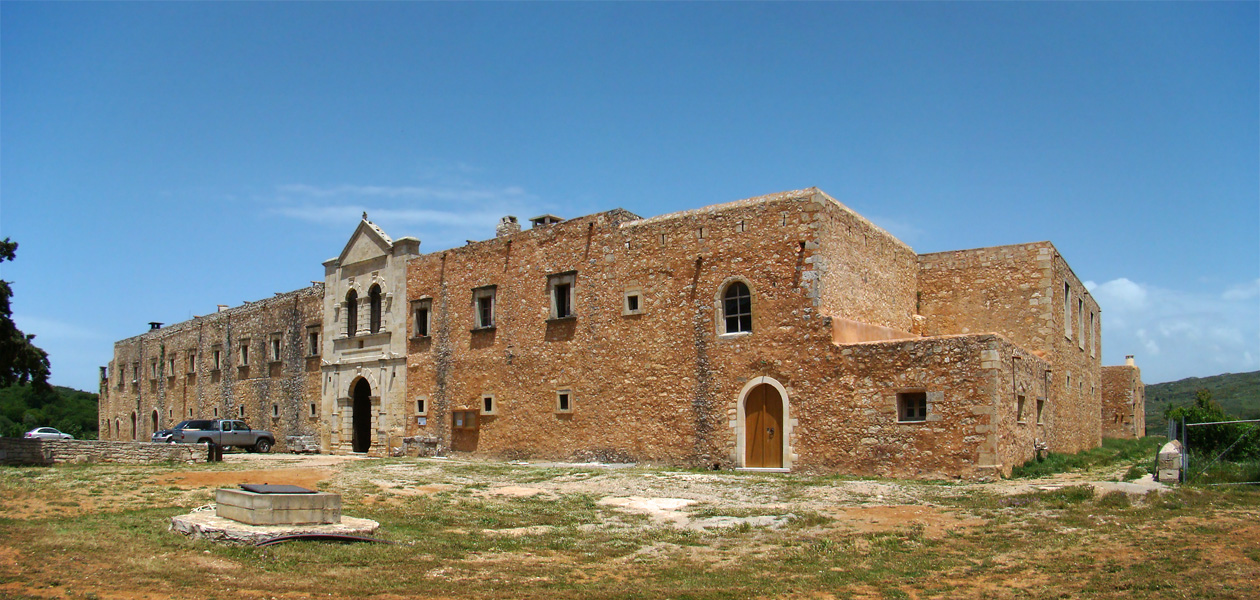
Façade ouest de l'enceinte du monastère.

L'enceinte du monastère forme un quadrilatère quasi rectangulaire. De l'extérieur, cette enceinte donne au monastère l'allure d'une forteresse qui délimite un complexe de 5 200 m2. D'ailleurs, l'allure de forteresse est renforcée par les meurtrières que l'on peut voir dans la partie supérieure du mur ouest et sur les façades sud et est. De plus l'épaisseur des murs d'enceinte est de 1,20 mètre environ. Sur la partie interne de l'enceinte, on trouve les bâtiments comme la maison de l'higoumène, les cellules monacales, le réfectoire, les entrepôts, la poudrière et l'hospice.
L'accès au monastère se faisait principalement par deux portes : à l'ouest et à l'est de l'édifice. L'entrée pouvait également se faire par de plus petits portails : un dans l'angle sud-est, deux au nord et un dernier sur la façade ouest.

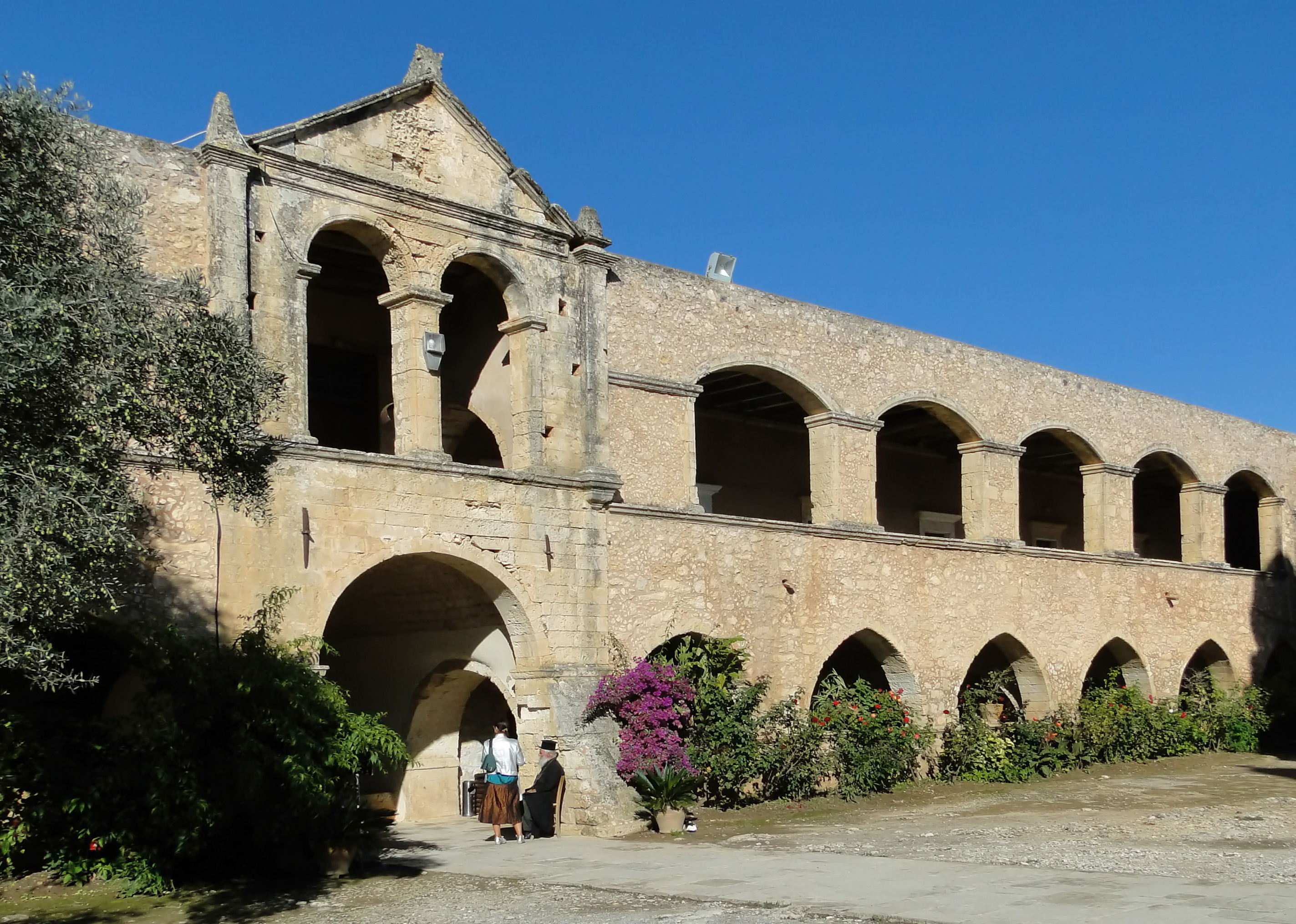
Porte ouest vue depuis l'intérieur du monastère.

La porte centrale du monastère se situe sur la façade ouest de l'enceinte. Elle porte le nom de Rethemniotiki ou Haniotiki, en raison de son orientation vers ces deux villes. La porte initiale fut construite en 1693, par l'higoumène Néophytos Drossas. Un manuscrit conservé au monastère fait une description de la porte telle que l'on pouvait la voir avant sa destruction en 1866 lors de l'assaut des Turcs. Composée de pierres carrées, on pouvait y voir deux fenêtres à l'étage, ornées de frontons pyramidaux et encadrées de colonnes cannelées, elles-mêmes ornées de lions. Sur le fronton de cette façade, on pouvait lire l'inscription suivante : « Seigneur, veille à l'âme de ton serviteur, l'higoumène Néophytos Drossas, et à celle de tous nos frères chrétiens ». La porte actuelle fut construite en 1870. La forme générale de l'ancienne porte fut conservée, avec deux fenêtres à l'étage, encadrées par deux colonnes. Mais l'inscription en l'honneur de l'higoumène Drossas, les lions et les frontons pyramidaux n'ont pas été reconstruits.
Sur la façade est de l'enceinte, se trouve la seconde porte d'entrée du monastère. Orientée vers Héraklion, elle porte le nom de Kastrini, du nom de Kastro donné à la ville. Tout comme la porte ouest, la porte est fut détruite en 1866 et fut reconstruite en 1870.

### L'église

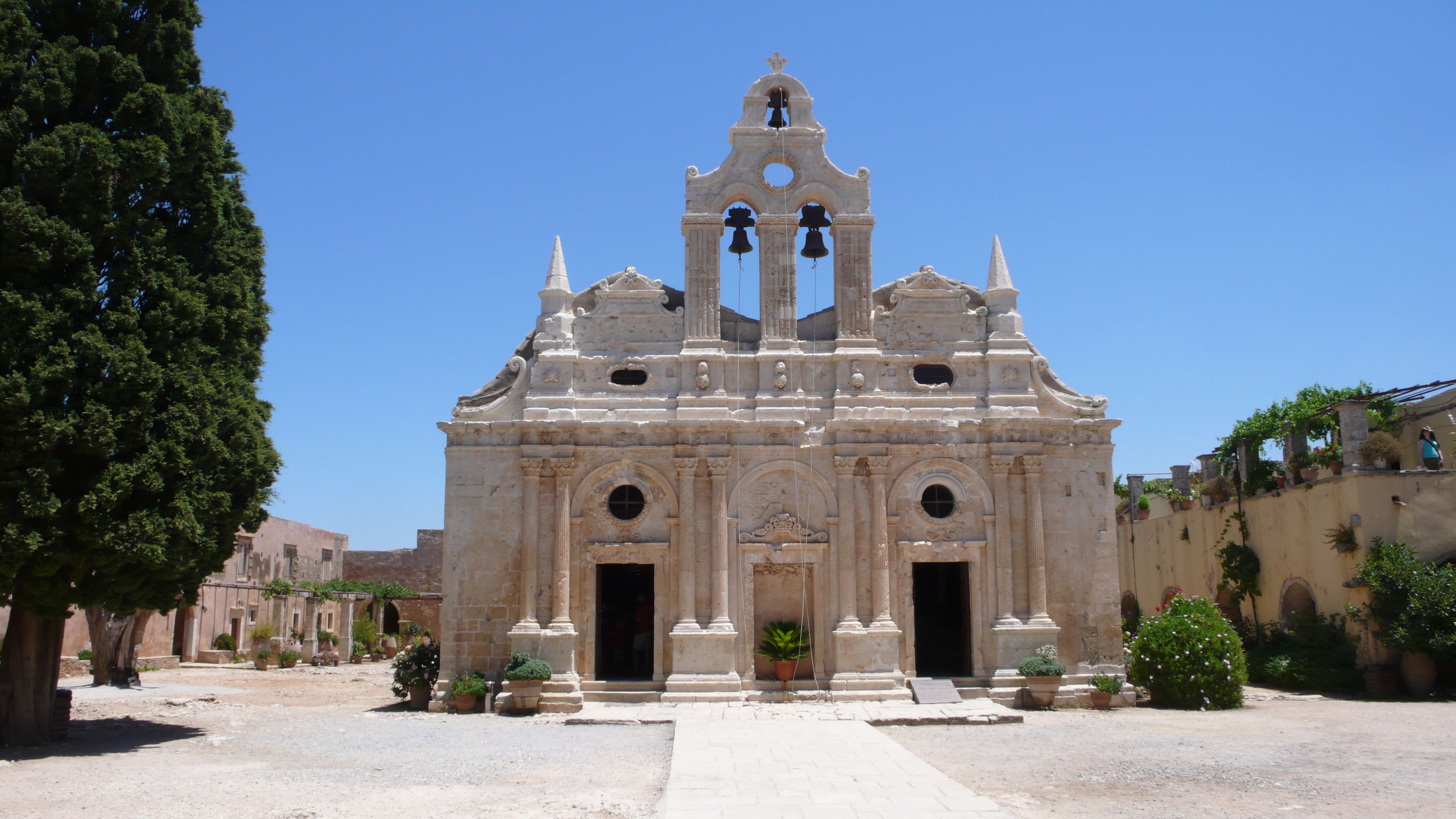
L'église.

C'est une basilique à deux nefs, dont la nef septentrionale est consacrée à la Transfiguration du Christ et la nef méridionale à Saint Constantin et Sainte Hélène. Elle se dresse au centre et légèrement au sud du monastère. Selon l'inscription gravée sur la façade du clocher, l'église aurait été fondée en 1587 par Klimis Hortatsis. L'architecture de l'édifice est marquée par une forte influence de l'art de la Renaissance ce qui s'explique par le fait que la fondation de l'église remonte à l'époque où la Crète était une colonie de la république de Venise.

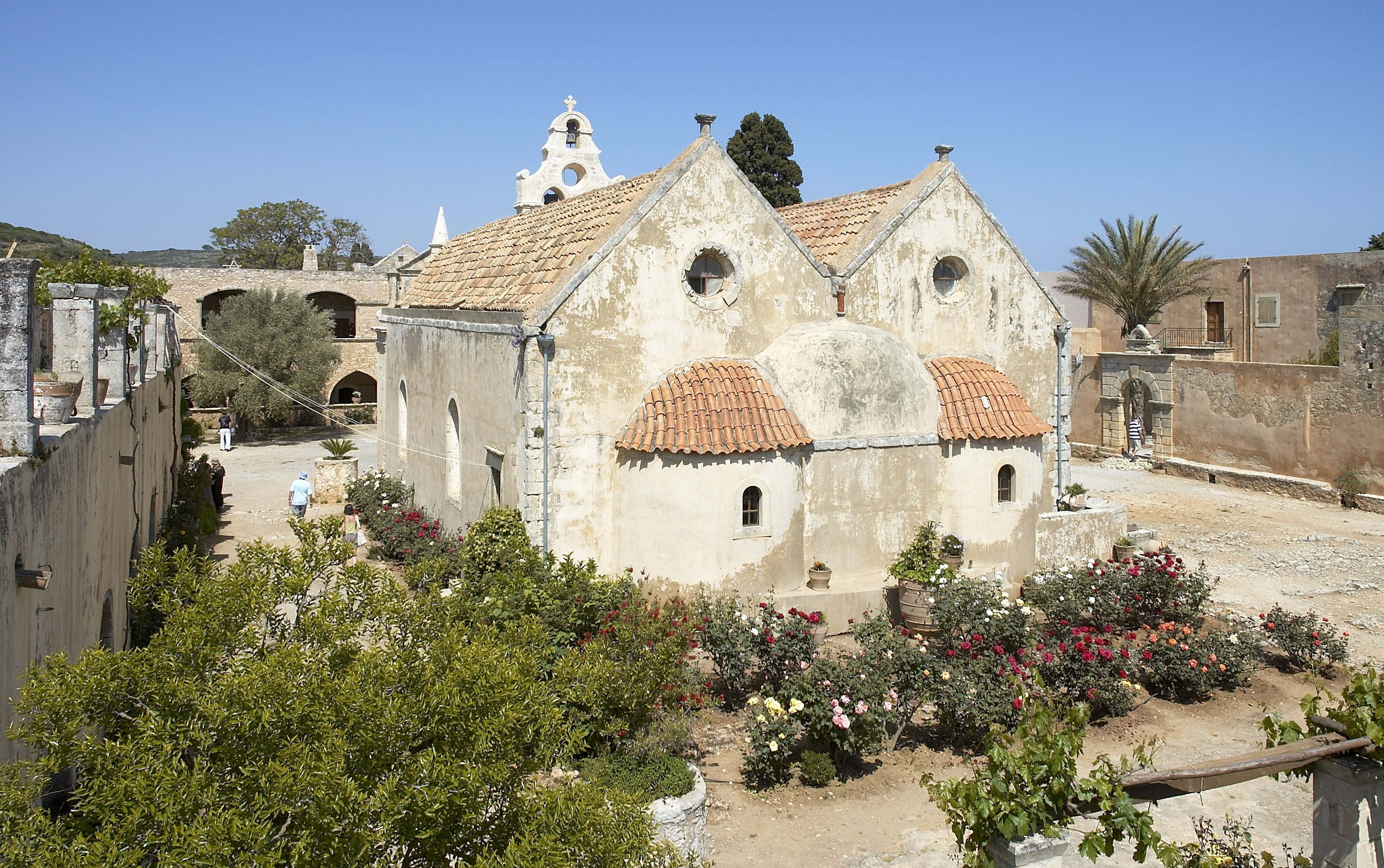
Les absides de l'église.

Dans la partie inférieure de la façade de l'église, construite en blocs carrés de maçonnerie régulière, l'élément principal est constitué de quatre couples de colonnes aux chapiteaux corinthiens. Bien que d'influence antique par leurs chapiteaux, les colonnes en elles-mêmes, posées sur des socles élevés, sont d'origine gothique,. Entre chaque couple de colonne, on trouve un arc en plein-cintre. Les deux arcs aux extrémités de la façade comportent à l'intérieur une porte et une ouverture en forme de cercle, ornée de palmettes sur le pourtour. Dans l'arc au centre de la façade ne se trouve qu'un portique décoratif.

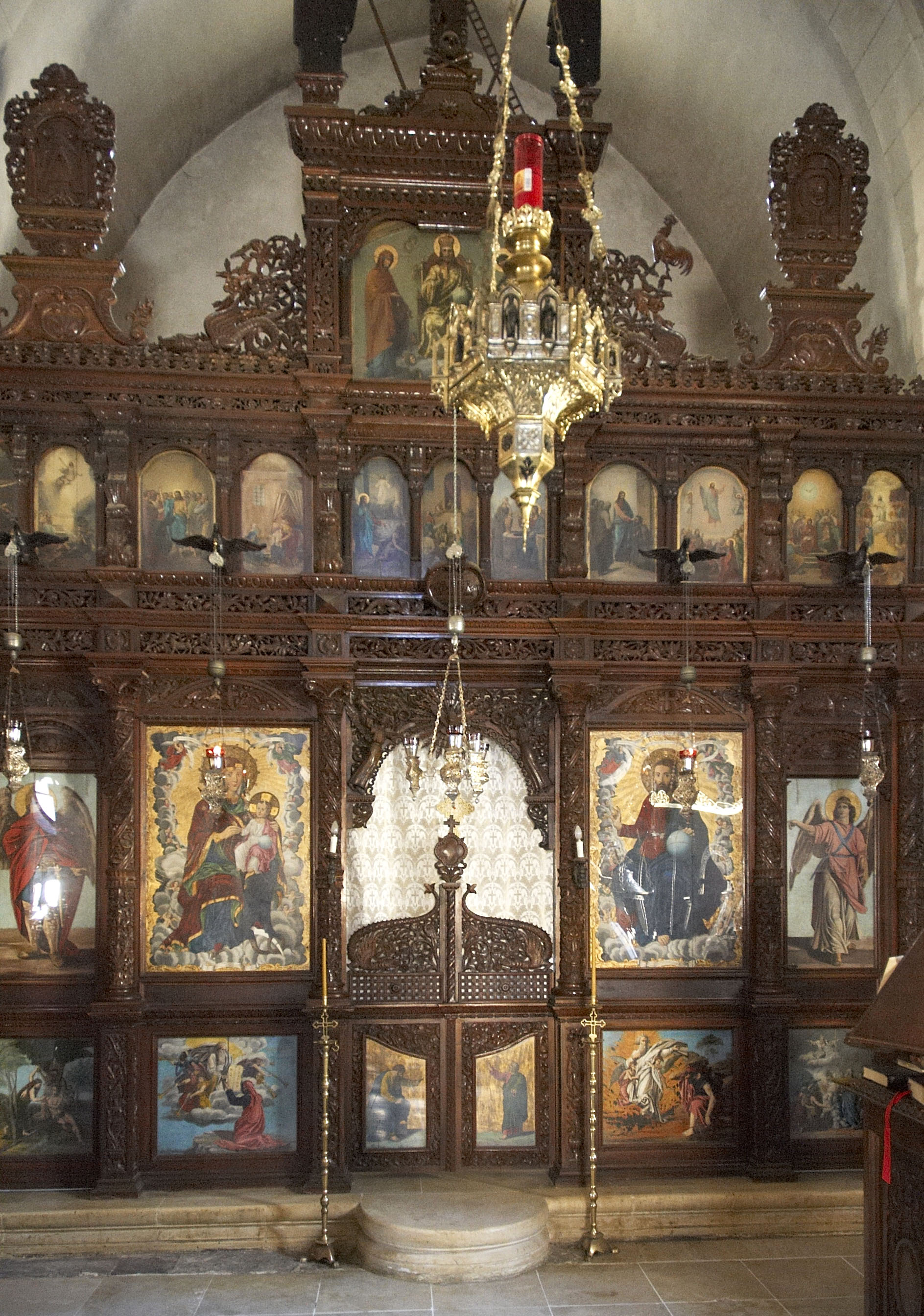
L'iconostase.

Dans la partie supérieure de la façade, au-dessus des colonnes, on peut voir une série de moulures et des ouvertures en ellipses, elles aussi ornées de palmettes sur le pourtour. Au centre de cette partie supérieure, se dresse le clocher et, à chaque extrémité, se trouvent des obélisques d'inspiration gothique. Des comparaisons de la façade du monastère avec les travaux des architectes italiens Sebastiano Serlio et Andrea Palladio montrent que l'architecte de l'église s'est probablement inspiré d'eux.
En 1645, l'église est une première fois endommagée par des pilleurs qui détruisent l'autel. Lors de la capture du monastère par les Turcs en 1866, elle est incendiée et l'autel et les icônes sont entièrement détruits. Seule une croix, deux anges de bois et un fragment de la résurrection du Christ furent sauvés des flammes. Les absides de l'église furent également détruites.
L'iconostase actuelle, en bois de cyprès, fut érigée en 1902. De 1924 à 1927, à l'initiative du métropolite Timothéos Vénéris, des travaux de consolidation et de restauration des absides et du clocher furent entrepris,. Les dalles de l'intérieur de l'édifice furent ensuite remplacées en 1933.

### La poudrière

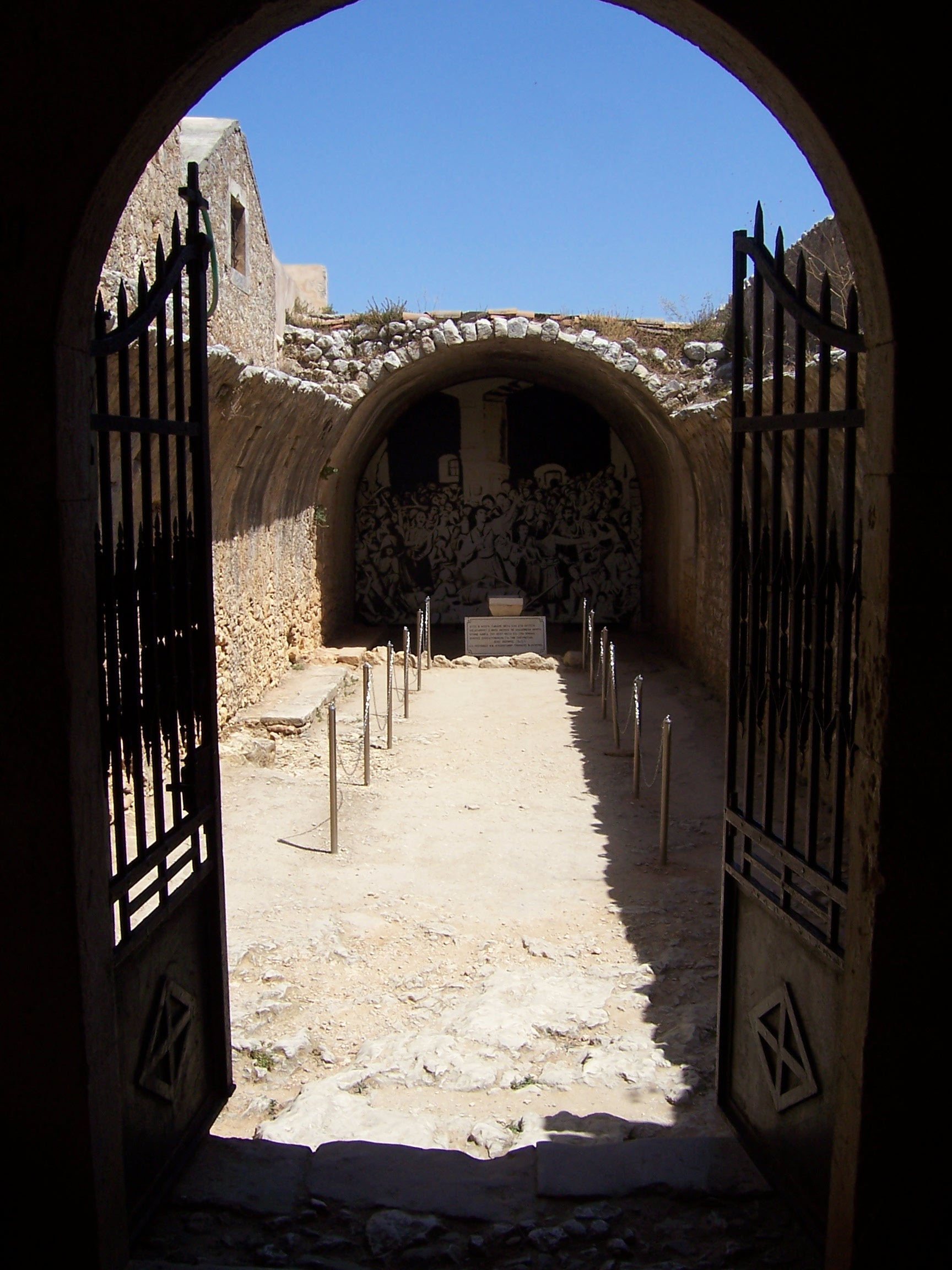
La poudrière.

Avant 1866, la poudrière était dans la partie sud de l'enceinte. Un peu avant l'attaque turque, et par crainte que ceux-ci puissent facilement percer les parois de la pièce et ne fassent exploser le monastère, les munitions furent alors déplacées dans le cellier, qui se situe à environ 75 centimètres en contrebas par rapport à l'entrepôt initial, ce qui devait assurer plus de sécurité. La poudrière est un bâtiment de forme oblongue et voûté. D'une longueur de 21 mètres sur 5,40 mètres de large, cette partie du monastère fut entièrement détruite lors de l'explosion de 1866, à l'exception d'une petite partie de la voûte dans la partie ouest de la pièce.

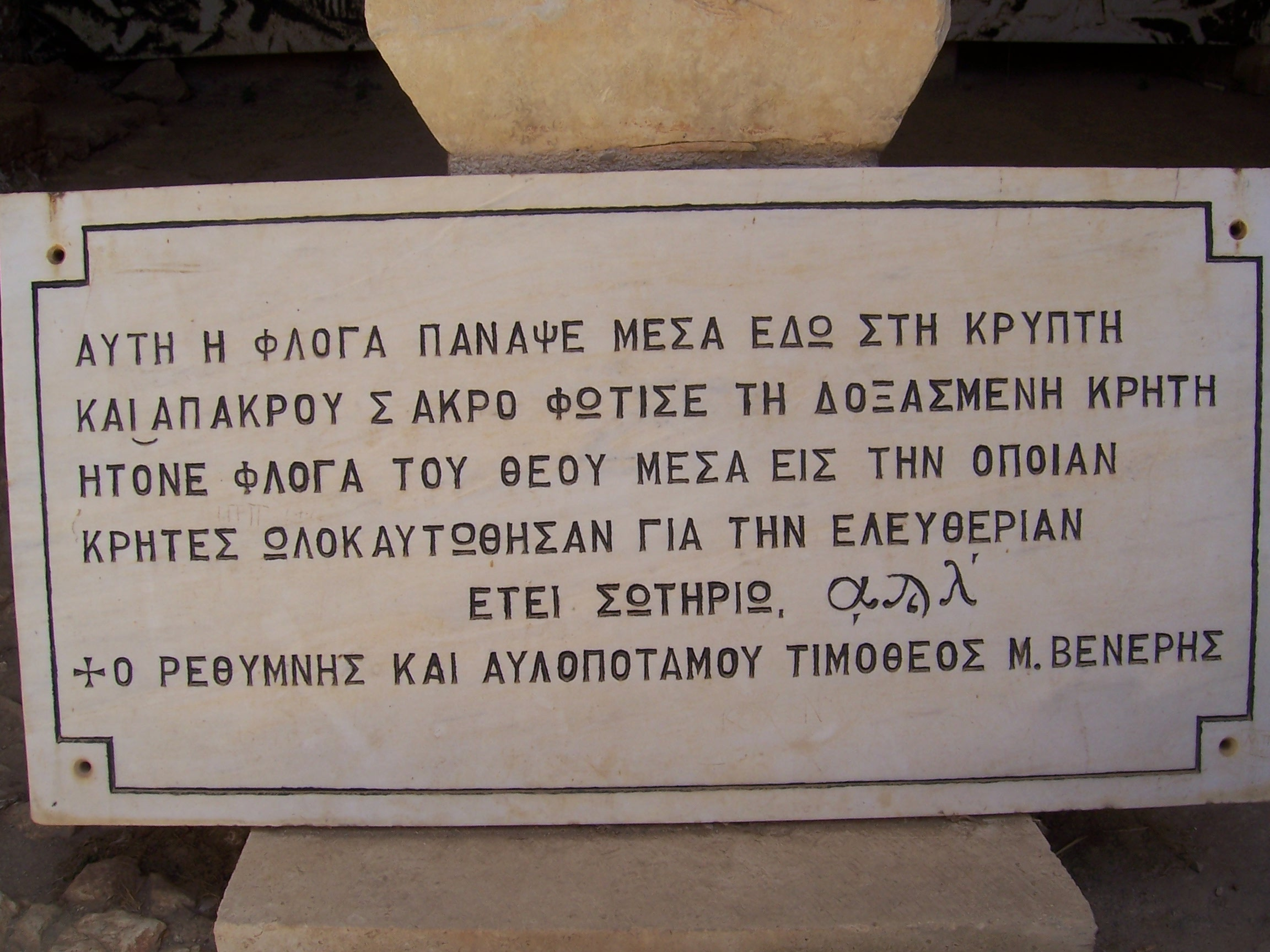
Inscription commémorative.

En 1930, l'archevêque Timotheos Veneris fit placer une inscription commémorative qui fut encastrée dans le mur oriental en souvenir des évènements de 1866. Elle repose désormais à même le sol et porte le texte suivant :

« La flamme qui s'alluma au fond de cette crypte

et, d'un bout à l'autre, illumina la glorieuse île de Crète,

était une flamme divine dans laquelle

les Crétois périrent pour la liberté »

### Le réfectoire

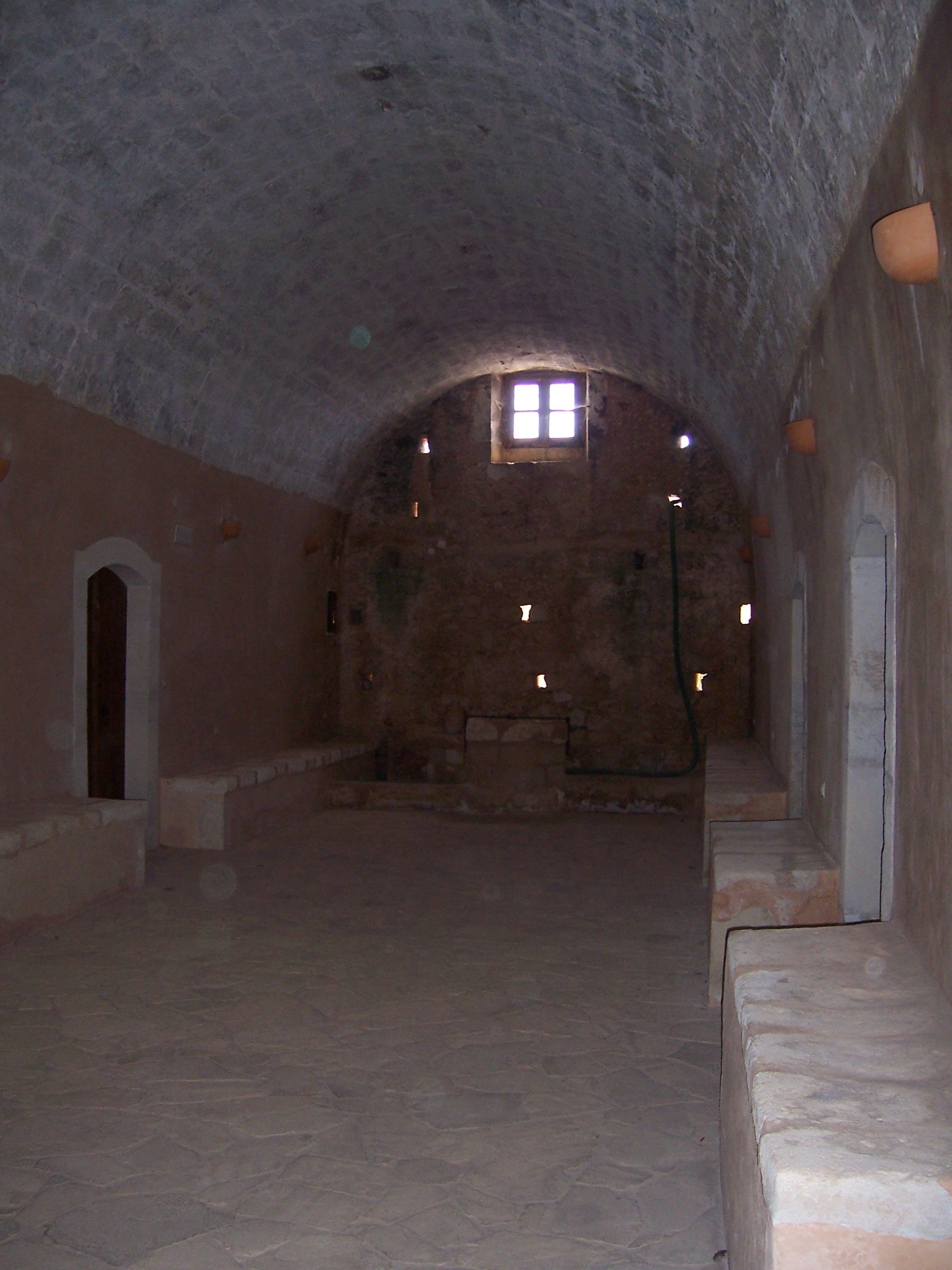
Cellier.

Le réfectoire, lieu où les moines prenaient leurs repas, se trouve dans l'aile nord du monastère. Il fut construit en 1687 comme le mentionne l'inscription située au-dessus de la porte conduisant à la cour du réfectoire. Sur cette inscription, on peut à nouveau lire le nom de Néophytos Drossas.

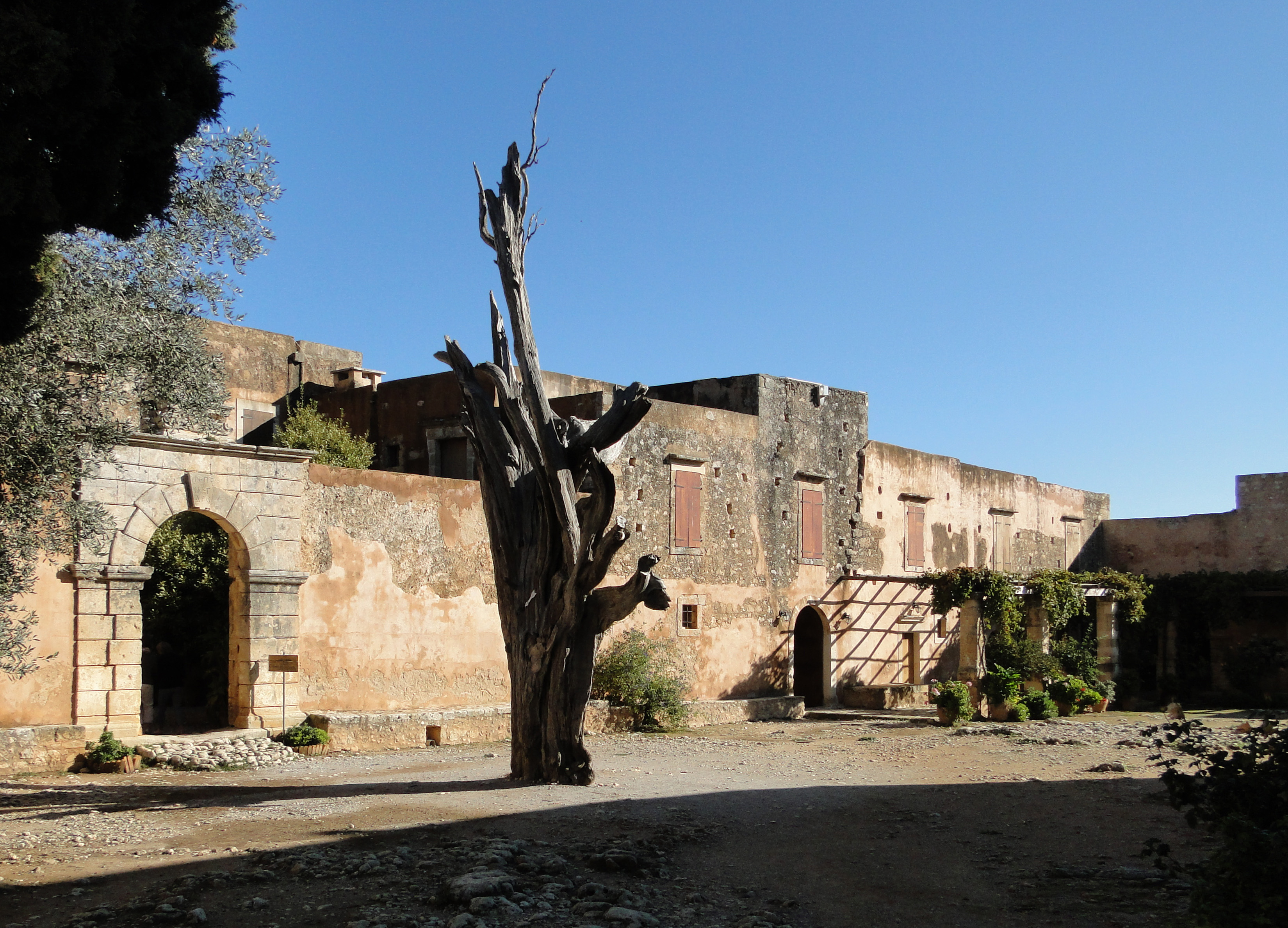
L'entrée (à gauche) menant à la cour du réfectoire.

De cette cour, on peut accéder à la maison de l'higoumène par un escalier et au réfectoire. Au-dessus de la porte du réfectoire lui-même, on peut lire une inscription gravée dans le linteau de la porte, en l'honneur de la vierge Marie et d'un higoumène ayant précédé Néophytos Drossas. Le réfectoire est une salle rectangulaire de 18,10 mètres de longueur sur 4,80 mètres de largeur. Il est recouvert par une voûte. La partie orientale abrite les cuisines.
Ce bâtiment, qui n'a subi aucune transformation depuis sa construction en 1687, est le lieu des derniers combats lors de l'assaut de 1866. On peut encore voir les traces de balles et d'épée dans le bois des tables et des chaises.

### L'hospice

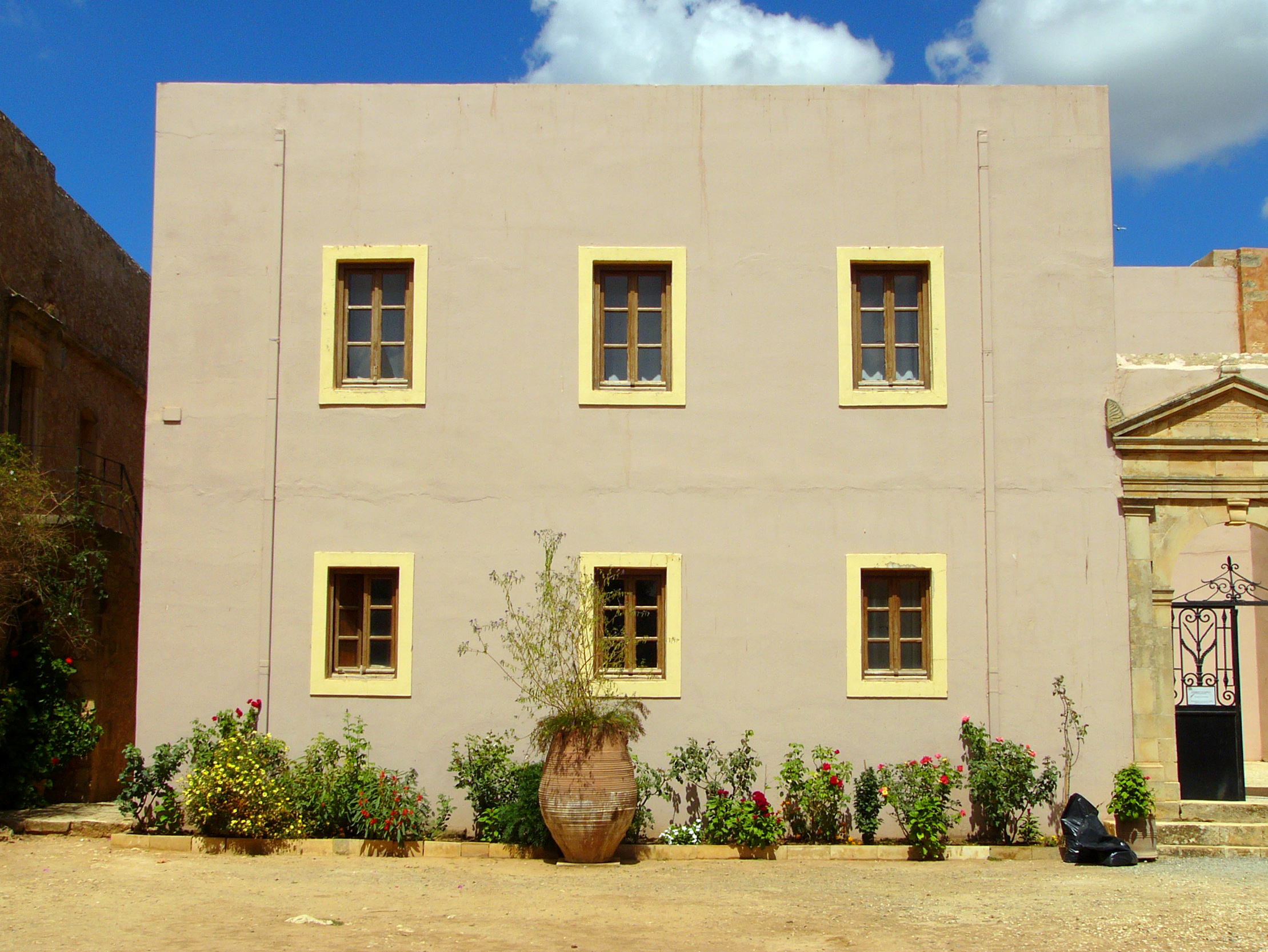
L'hospice.

La partie nord-ouest du monastère abrite un hospice. Avant 1866, se trouvait à cet endroit la maison de l'higoumène complètement détruite au cours des combats. Il s'agissait d'un bâtiment à deux étages, au rez-de-chaussée duquel se trouvaient les cuisines, la salle à manger et ce qui faisait office de cachot. Depuis la salle à manger, un escalier menait à une grande salle, appelée salle du Synode et qui était un lieu de réunion des moines après l'office.
En 1866, la maison subit de sérieux dégâts et demeura en ruines pendant de nombreuses années en raison des difficultés financières du monastère. Vers la fin du XIXe siècle, l'higoumène Gabriel Manaris se rendit dans plusieurs villes de Russie afin d'essayer de lever des fonds pour la reconstruction de l'édifice. Il récolta de l'argent, des vases sacrés et des vêtements sacerdotaux. En 1904, sous la direction de l'évêque de Réthymnon, Dyonissios, la maison fut entièrement détruite et remplacée par un hospice, achevé en 1906.

### L'étable
À l'extérieur du monastère, à environ 50 mètres de distance de la porte ouest, se trouvent les anciennes étables du monastère. Elles furent construites en 1714 par l'higoumène Néophytos Drossas comme le montre l'inscription visible au-dessus de la porte.
Le bâtiment est long de 23,90 mètres et large de 17,20 mètres. Il est divisé en trois sections, chacune de 4,30 mètres. Les murs internes et externes de l'étable sont d'un mètre d'épaisseur. Un escalier mène au toit. Le bâtiment servait d'abri aux bêtes de somme, mais comportait également une pièce pour les laboureurs. Des traces des combats de 1866 sont encore visibles, en particulier dans l'escalier et dans les montants des fenêtres de la façade est.

### Monument aux morts

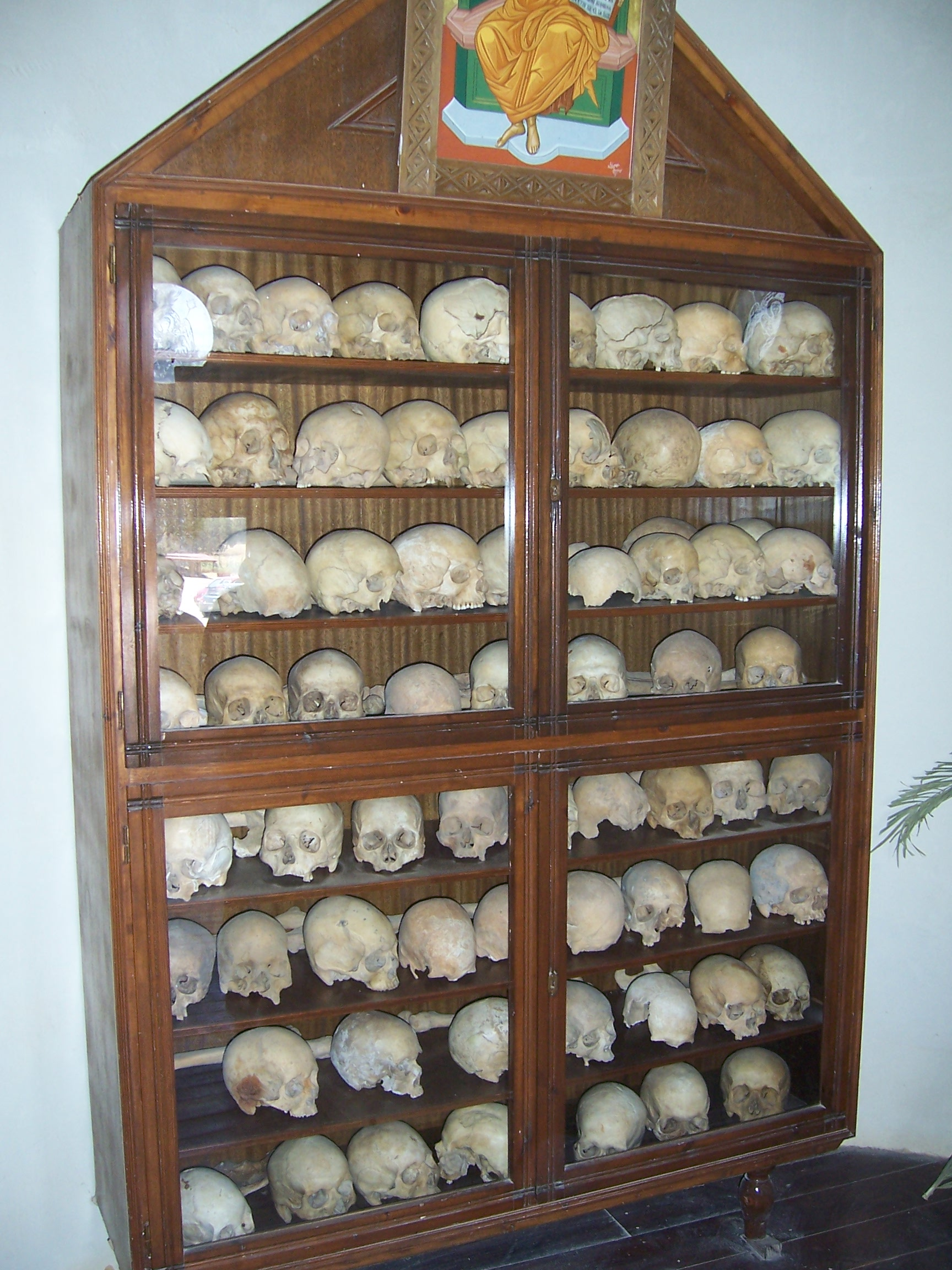
Crânes de victimes de l'explosion.

À l'extérieur du monastère, à une soixantaine de mètres à l'ouest, se trouve un bâtiment commémorant le sacrifice des Crétois morts en 1866. Ce mémorial, situé au bord du plateau sur lequel se trouve le monastère, domine les gorges.

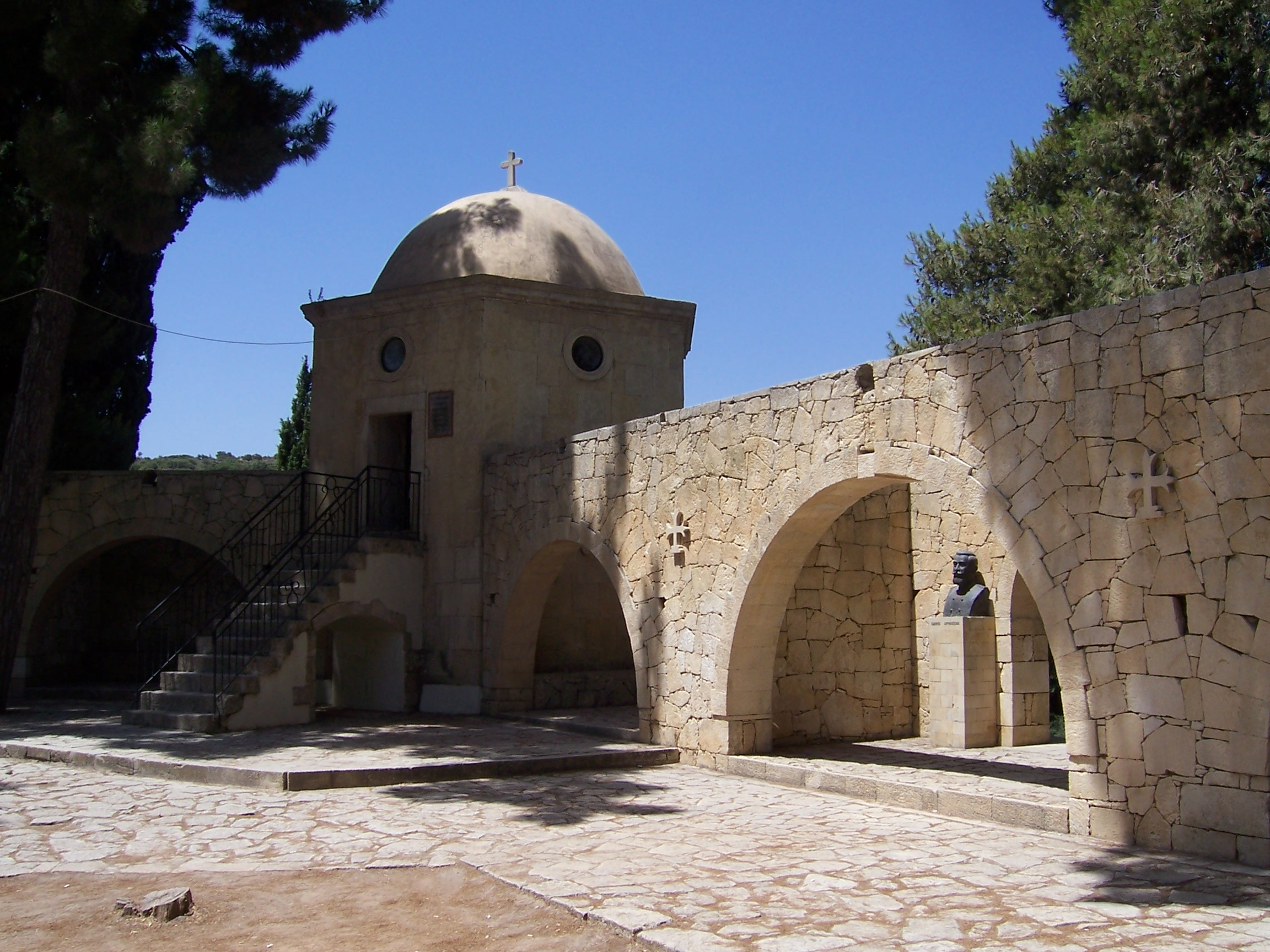
Le mémorial.

Les ossements des morts du siège de 1866 y sont entreposés dans une étagère vitrée. Ces ossements portent clairement les traces de combats et sont parfois percés sous l'effet des balles ou des coups d'épées. Une inscription commémorant le sacrifice des Crétois tombés lors du siège se trouve également dans ce mémorial. On peut y lire :

« Rien n'est plus noble et plus glorieux que de mourir pour son pays. »

De forme octogonale, ce bâtiment est un ancien moulin à vent qui fut par la suite transformé en entrepôt. Il servit d'ossuaire peu de temps après le siège et acquit sa forme actuelle en 1910 à l'initiative de Dionyssios, alors évêque de Réthymnon.

## Arkadi dans la culture grecque

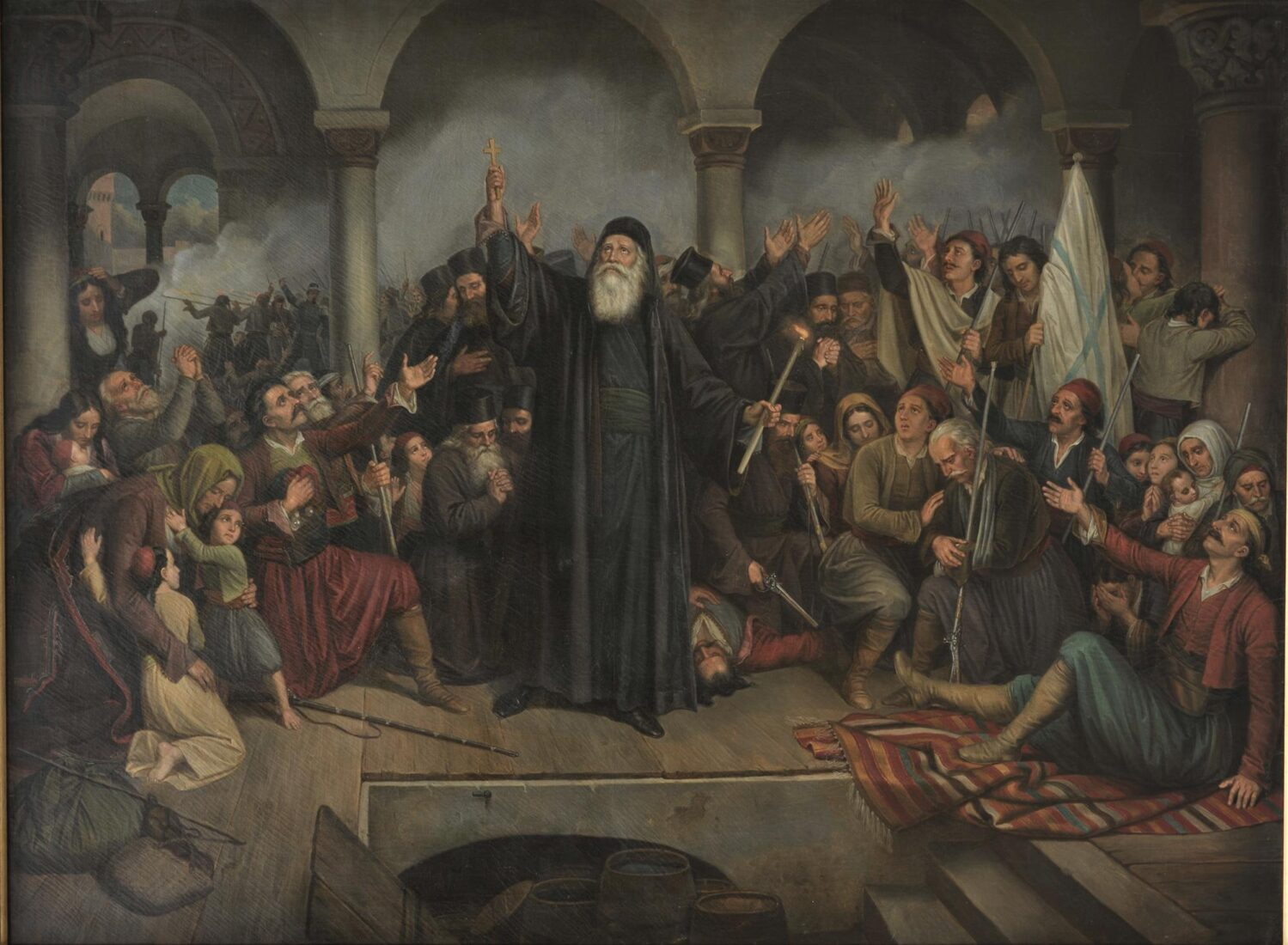
Tableau commémoratif de l'holocauste du monastère d'Arkadi, exposé au monastère restauré.

- Tableau commémoratif de l'holocauste du monastère d'Arkadi, exposé au monastère restauré.La tragédie d'Arkadi a fait l'objet de plusieurs chants populaires[53] interprétés par des chanteurs crétois renommés, dont Kóstas Mountákis.
- Le nom d'Arkadi fut donné dès 1866 à un navire qui ravitailla en munitions les insurgés crétois depuis la Grèce. Il parvint à effectuer 23 trajets jusqu'en 1868 où il fut finalement coulé par les Turcs.
- Dans le roman La Liberté ou la mort, Níkos Kazantzákis, écrivain grec d'origine crétoise, traite de la révolte crétoise de 1889. Mais le souvenir des révoltes passées, et en particulier de l'épisode d'Arkadi, est très présent dans l'œuvre, et la tragédie y est largement décrite.
- Le monastère d’Arkadi figura sur les billets grecs de 100 drachmes de 1978 jusqu’à la mise en circulation de l’euro, aux côtés d’Adamántios Koraïs.

#### Ouvrages généraux
- (fr) Joëlle Dalègre, Grecs et Ottomans 1453-1923 : de la chute de Constantinople à la disparition de l'Empire ottoman, Paris, L'Harmattan, 2002, 264 p. (ISBN 2-7475-2162-1, lire en ligne)
- (en) Theocharis E. Detorakis, History of Crete, Heraklion, Mystys, 1994 (ISBN 960-220-712-4).
- (en) A. J. May, « Crete and the United States, 1866-1869 », in Journal of Modern History vol. 16, no 4 (décembre 1944), p. 286
- (fr) Jean Tulard, Histoire de la Crète, Paris, PUF, 1979 (ISBN 2-13-036274-5).

#### Ouvrages sur le monastère
- (fr) Stella Kalogeraki, Arkadi, Réthymnon, Mediterraneo Editions, 2002 (ISBN 960-8227-20-8).
- (en) Theocharis Provatakis, Monastery of Arkadi, Athènes, Toubi's, 1980.

#### Récits de voyage et ouvrages anciens
- (fr) Victor Hugo, Correspondance, t. 3, 1867
- (en) Thomas Keightley, History of the war of Independence in Greece, Constable, Édimbourg, 1830
- (en) Robert Pashley, Travels in Crete, Londres, 1837
- (en) Richard Pococke, A description of the East and some other countries, Londres 1745
- (en) Franz Wilhelm Sieber, Travels in the island of Crete in the year 1817, Londres 1823
- (fr) Joseph Pitton de Tournefort, Relation d'un voyage du Levant fait par ordre du roy, Paris, 1717